# Amerikaanse Revolutie

Het Comité van Vijf presenteert de tekst van de Onafhankelijkheidsverklaring aan het Congres op 28 juni 1776. Schilderij van John Trumbull, 1819.

De Amerikaanse Revolutie is de periode die, ruwweg tussen 1765 en 1791, de onafhankelijkheid van de Verenigde Staten van Amerika inleidde. De Revolutie begon met politieke veranderingen in de dertien Britse koloniën van Noord-Amerika en toenemend verzet tegen de Britse machthebber, wat uitmondde in de Amerikaanse Onafhankelijkheidsoorlog (1775 - 1783) tussen de opstandige koloniën en moederland Groot-Brittannië. De oorlog resulteerde in de Amerikaanse onafhankelijkheid van de Britse Kroon (uitgeroepen in 1776) en de oprichting van 's werelds eerste constitutionele democratie, een gebeurtenis die wereldwijd denkers en revolutionairen inspireerde.
Het verzet tegen de Britse machthebber in de Noord-Amerikaanse koloniën kwam voort uit onvrede over belastingen die de Britten doorvoerden om de Zevenjarige Oorlog (1756-1763) te bekostigen, zonder daar inspraak in het bestuur tegenover te stellen: no taxation without representation. De Amerikaanse koloniën protesteerden bij koning George III en bij het parlement van het Verenigd Koninkrijk en kwamen vervolgens in opstand. Het Verenigd Koninkrijk probeerde die opstand te onderdrukken door troepen te sturen. Het gewelddadig neerslaan van protesten, zoals bij het Bloedbad van Boston, wakkerde het conflict verder aan.
Op 4 juli 1776 namen de vertegenwoordigers van de verenigde koloniën de Onafhankelijkheidsverklaring aan in Philadelphia en na een reeks tegenslagen voor het continentaal leger onder bevel van George Washington, keerde de oorlog tegen Groot-Brittannië zich in het voordeel van de Amerikanen. De opstandelingen kregen vrijwillig hulp van veel Europeanen, en vervolgens van de Franse regering onder Lodewijk XVI, van Spanje en van de Republiek der Zeven Verenigde Nederlanden. In 1783 moest Londen de onafhankelijkheid van de Verenigde Staten erkennen. Het nieuwe land kreeg een Grondwet (1787) die geïnspireerd was op de filosofie van de Verlichting. George Washington werd in 1789 gekozen tot president; maar de beginjaren van het nieuwe land werden vooral gekenmerkt door politieke tegenstellingen en sociale spanningen.
Door de Amerikaanse Revolutie ontstond niet alleen een nieuwe staat, maar ook een Amerikaanse natie die zich met eigen symbolen en de kiem van een eigen politieke cultuur onderscheidde van het Britse volk. Binnen de Amerikaanse geschiedenis was de revolutie ook van belang omdat ze de tegenstellingen op scherp zette tussen de aanhangers van een sterke centrale overheid en degenen die het belangrijkste gezag liever bij de individuele staten wilden onderbrengen. De revolutie veroorzaakte ook spanningen tussen de ‘Founding Fathers’ met betrekking tot de rol die het volk moest krijgen in de politiek. Beide scheidslijnen zouden in de daaropvolgend eeuwen nauwverbonden blijven met de Amerikaanse politieke geschiedenis.
Wereldwijd was de Amerikaanse Revolutie de eerste van de liberale revoluties: de gebeurtenissen in de jonge natie kregen wereldwijd bijval en navolging, zoals in de Franse Revolutie (1789) en de Haïtiaanse Revolutie (1791). De Onafhankelijkheidsverklaring en de Grondwet werden een leidraad voor intellectuelen en revolutionairen die het recht op vrijheid, gelijkheid en het nastreven van geluk op schrift wilden stellen.

## Context: de dertien Britse koloniën rond 1775

Kaart van de dertien Britse koloniën van Noord-Amerika rond 1775

### Geografisch kader
De dertien Britse (oorspronkelijk Engelse) koloniën ontstonden in de periode tussen het begin van de zeventiende eeuw en de eerste dertig jaren van de achttiende eeuw over meerdere honderden kilometers langs de Atlantische kust (zie kaart). De geografie, bevolking, economie en instellingen van de koloniën werden in die tijd gekenmerkt door onderlinge verschillen. De communicatie tussen de koloniën verliep langzaam en vaak moeilijk: de bestaande wegen waren in slechte staat en bruggen bestonden bijna niet.

### Bevolking
Tussen 1710 en 1770 nam de bevolking van de dertien koloniën met tienvoud toe. Rond 1770 bedroeg de totale bevolking ongeveer 2,2 miljoen inwoners. Sinds hun oprichting kenden de koloniën een sterke demografische groei door immigratie, maar ook door een hoog geboortecijfer. De bevolkingsdichtheid was relatief laag. De meeste kolonisten leefden op het platteland en de bevolking concentreerde zich aan de kust, waar de grote steden zich bevonden, zoals Philadelphia dat het dichtst bevolkt was (ongeveer 45.000 inwoners in 1780) en daarmee groter dan Boston of New York.

### Maatschappij
De koloniale maatschappij was divers: naast de Britse meerderheid leefden er Duitsers, Zwitsers, Hollanders, Ieren, Schotten, Scandinaviërs en Fransen, vooral in de koloniën in het noorden en in het midden van Amerika. Volgens de historicus Fernand Braudel, zou deze etnische mix voor de afscheiding van Groot-Brittannië gezorgd hebben. De religieuze praktijken varieerden ook: hoewel de elites protestant waren, behoorden ze tot verschillende stromingen. De joden en katholieken, die met argwaan bekeken werden, vormden de belangrijkste religieuze minderheden.

Amerikaanse kolonisten waren afhankelijk van de zeehandel met Groot-Brittannië. Gravure met de haven van Salem in de jaren 1770

Aan de vooravond van de Amerikaanse revolutie behoorden kolonisten van Europese afkomst tot verschillende sociale groepen. In de Dertien Koloniën bestonden het hofstelsel en de feodale heerschappij vrijwel niet, maar er heerste een andere vorm van hiërarchie die gebaseerd was op landbezit en rijkdom. De elite bestond uit gouverneurs, plantagebezitters, belangrijke kooplieden en reders. Dan was er nog de groep van ambachtslieden, vertegenwoordigers van de koning, boeren en kleine kooplieden: deze middenklassen vertegenwoordigden 40% van de totale bevolking.
Zeelieden, pachters en bedienden stonden op de laagste trede van de sociale ladder. Contractarbeiders waren blanken uit de laagste arbeidersklasse die bijna dezelfde status hadden als slaven: het waren gevangenen, vrouwen en kinderen die al dan niet vrijwillig naar de Nieuwe Wereld gestuurd waren om er in de landbouw te gaan werken. Vanaf de koloniale periode groeiden de sociale verschillen. De verschillende groepen kolonisten lieten blijken dat ze uiteenlopende belangen hadden. Dit riep spanningen op, veroorzaakte zelfs opstanden in de steden en op het platteland. De verlichte elites waren bezorgd en wilden de sociale orde behouden en hun eigendommen beschermen. Andere kolonisten leden meer onder de Britse belastingmaatregelen en ongelijke verdeling van bezittingen. Het optreden van bepaalde predikanten wakkerde sociale spanningen aan die zich verspreiden naar ontmoetingsplaatsen in de steden, zoals tavernes en herbergen. Hier werd informatie uitgewisseld, werden discussies gevoerd en vergaderingen gehouden. De pers speelde ook een actieve rol bij het voeden van de revolutie.

### Regering

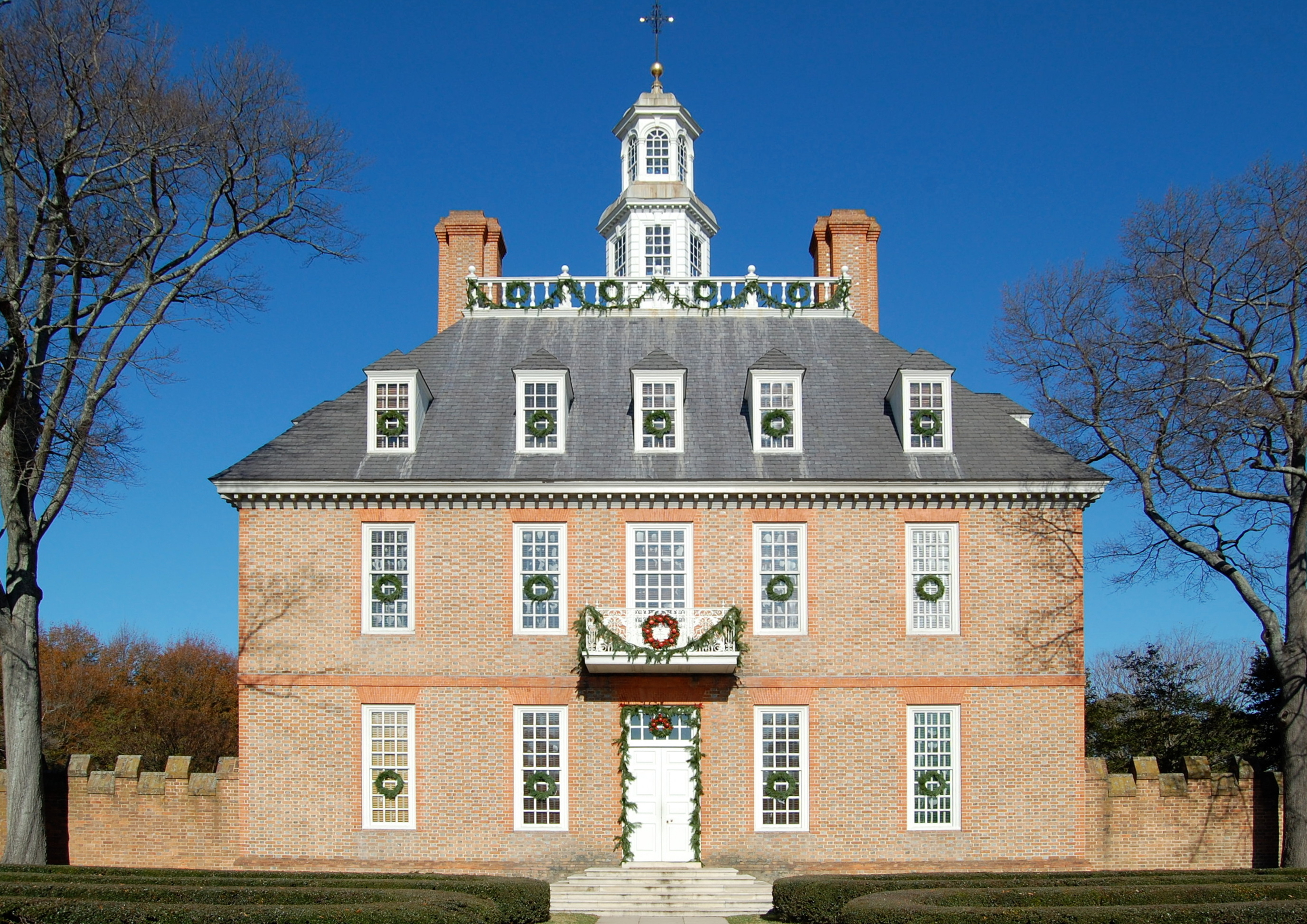
Paleis van de gouverneur, Williamsburg

Elke kolonie had een eigen politieke status die bepaald was door haar geschiedenis. Gewoonlijk werd onderscheid gemaakt tussen drie categorieën: de charterkoloniën die gereguleerd werden door handvesten die door de vorst toegekend waren aan private scheepvaartmaatschappijen, zoals in Rhode Island en Connecticut het geval was. De oprichting van de patroonschappen was het initiatief geweest van één belangrijk persoon, de Lord Proprietor. Er waren drie patroonschappen: Pennsylvanië, Maryland en Delaware. De burgers kozen er hun gouverneur. De acht andere ten slotte waren kroonkoloniën (of koninklijke koloniën). Zij hadden een grondwet die opgesteld was door de kroon.
De gouverneurs oefenden uit naam van de koning de uitvoerende macht uit en beschikten over gewapende troepen. Zij werden bijgestaan door douanebeambten en ook door koninklijke belastinginspecteurs. De raad van de gouverneur had juridische, administratieve en wetgevende bevoegdheden. Zoals bij een Hogerhuis, had de raad een adviserende rol. Tot slot had elke kolonie een assemblee dat de lokale problemen, maar ook de begroting en uitrusting van het leger besprak en regelde met de goedkeuring van de raad. Een kolonie kon agenten naar Londen sturen om er petities en verzoeken over te brengen. De kolonisten in Massachusetts oefenden door middel van town meetings een vorm van directe democratie uit. Door de afstanden en de uitgestrektheid van het koloniale gebied waren de Amerikanen op lokaal niveau betrekkelijk autonoom.
In Londen viel het koloniale beleid onder de verantwoordelijkheid van de particuliere raad (Privy Council) van de koning en de Board of Trade and Plantations. Feitelijk gezien waren de premier (First Lord of the Treasury) en de minister van het departement van het zuiden (de vroegere naam voor het Ministerie van Buitenlandse Zaken) de personen die de koloniale zaken beheerden. De positie van het parlement was in dit systeem slecht gedefinieerd, maar het stemde over de handelswetten van het koninkrijk en had in die hoedanigheid het recht om de douaneheffingen van de koloniën te bepalen.
De echte macht was vaak in handen van de verschillende sociaal-economische groepen; de onafhankelijke boeren op het platteland van New England, de handelaren en ambachtslieden uit de belangrijkste steden aan de kust, de rivaliserende grootgrondbezitters uit de staat New York die hun pachters op bijna feodale manier behandelden, de kooplieden die gelieerd waren aan de Atlantische-Engelse handel in de stad New York, de familie Penn (die de gouverneur benoemde) en een groep van rijke Quaker families in Pennsylvania en plantagehouders met slaven uit Virginia en Noord- en Zuid-Carolina, waarbij de arme blanken geen politieke rechten hadden.

### Economie

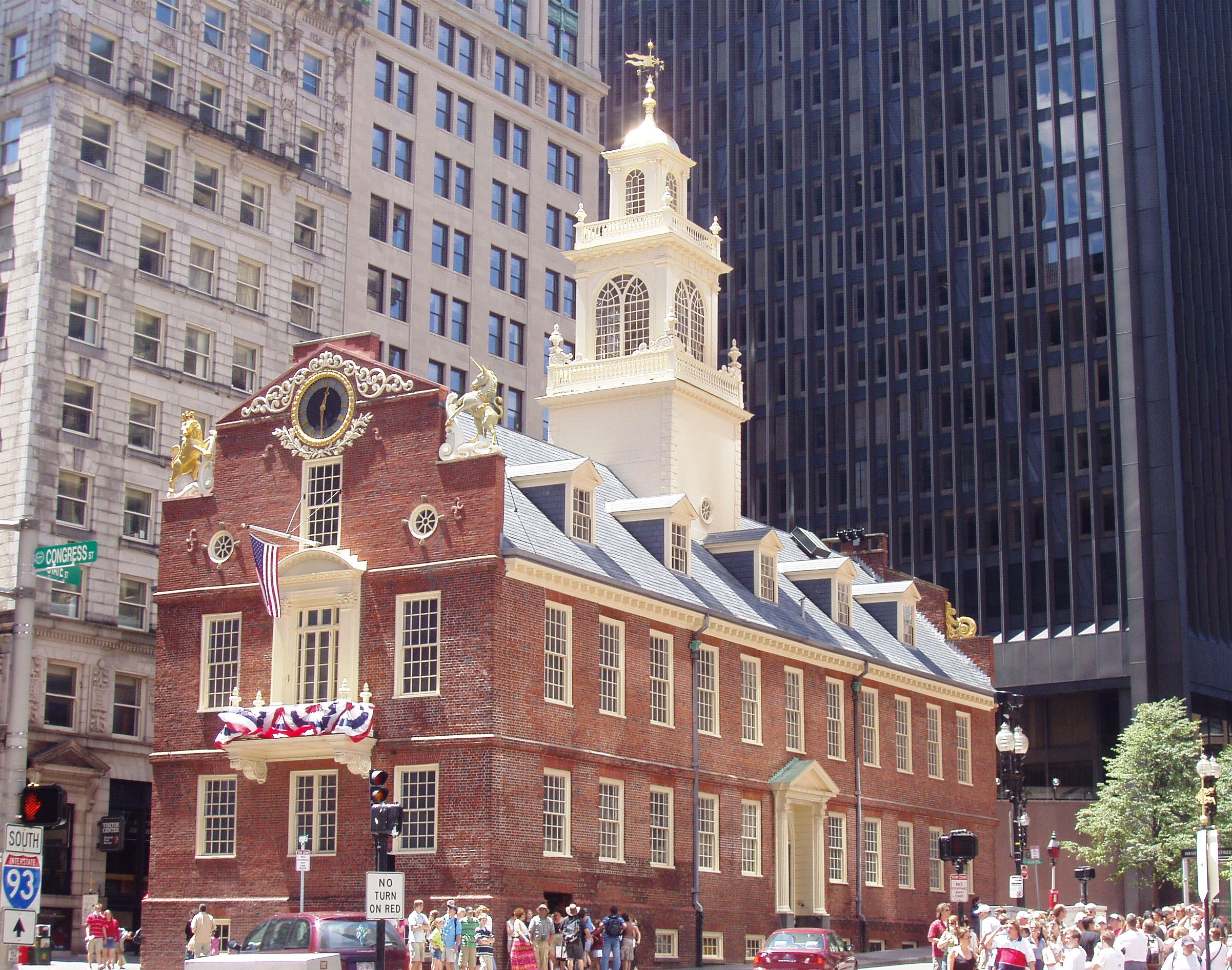
Old State House (1713) in Boston. In dit gebouw vonden de vergaderingen van de kolonie van Massachusetts plaats

De Dertien Koloniën vormden gezamenlijk een economisch rijk gebied. In New England, in het noorden, leefde men van ambachtelijk handwerk, zeehandel en visserij. De kooplieden in Boston dreven handel met de Antillen: zij exporteerden hout, graan, vis, walvisolie en ze importeerden suiker, melasse en tafia (suikerbrandewijn). De handel stimuleerde de productie van metaal en textiel en zorgde zelfs voor de ontwikkeling van scheepswerven en destilleerderijen.
De landbouw in de koloniën in het midden van het land was divers en de veeteelt was alomtegenwoordig. Gekenmerkt door een vochtig, subtropisch klimaat leefden de koloniën in het zuiden voornamelijk van een dynamische, commerciële landbouw (hoofdzakelijk export van tabak, indigo en granen). De telers gebruikten slaven voor het werk op de grote landbouwbedrijven. De blanke aristocratie leefde op de landgoederen en lieten er mooie landhuizen bouwen. Het systeem van plantages was echter niet hetzelfde als het systeem dat tot de Burgeroorlog zou duren. Dat systeem zou in 1798 ingevoerd worden door de Franse eigenaren die vluchten voor de slavenopstand. Het zuiden was overwegend landelijk en de weinige steden waren relatief dunbevolkt (Charleston, Baltimore en Norfolk).

## Structurele oorzaken: de koloniale betrekkingen met Groot-Brittannië

### Brits imperialisme

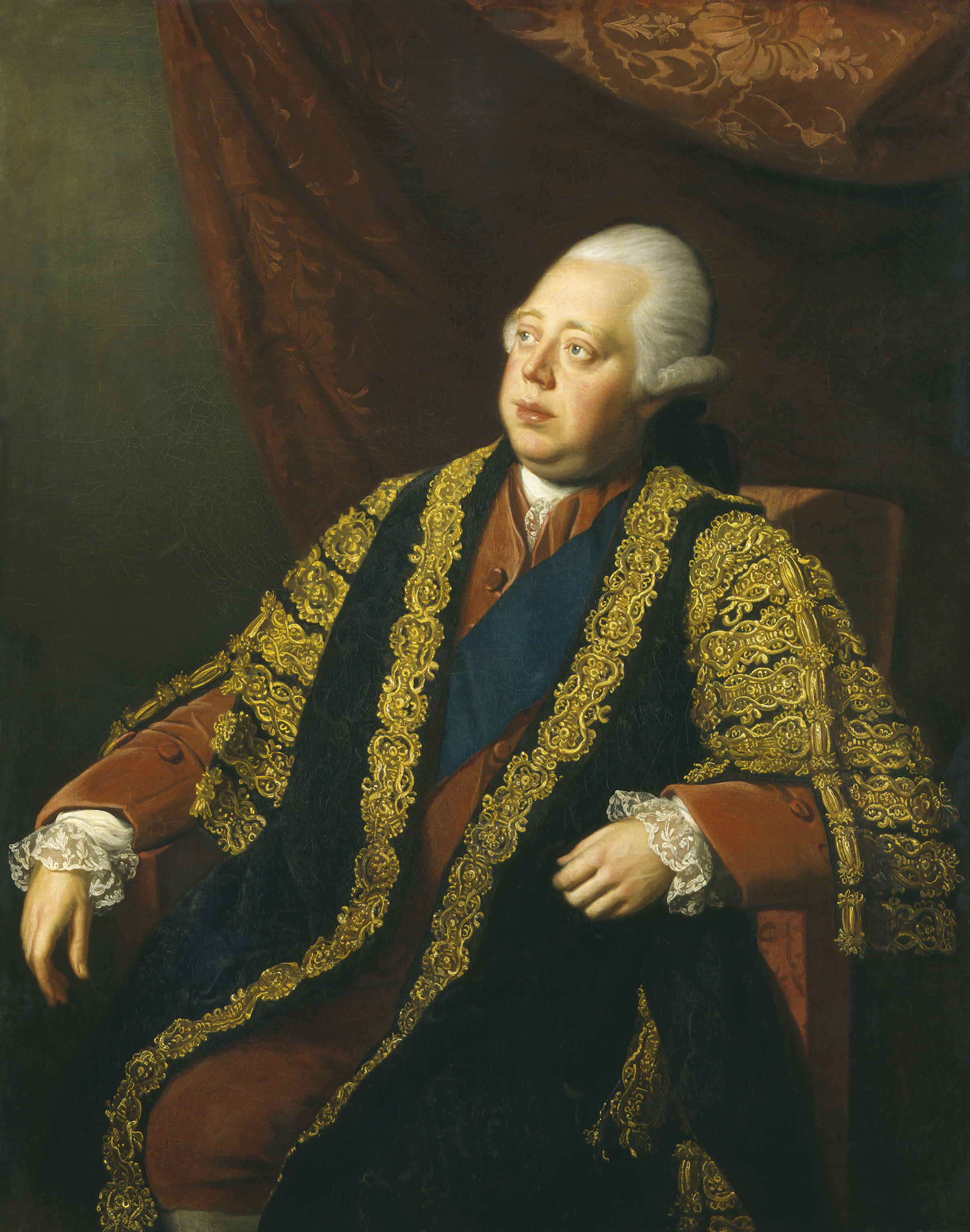
Frederick North, Britse premier, Tory (1770-1782)

Na de Zevenjarige Oorlog begonnen de Britse autoriteiten zich te bezinnen over het Britse rijk in zijn hoogtijdagen. Tussen 1770 en 1782 droomden de Tories, die toen aan de macht waren, over versterking van de koloniale overheersing en over centralisatie. Als protectionisten probeerden zij het mercantilistische systeem strikt toe te passen door hun handelsmonopolie te versterken, scheepvaartmaatschappijen te stimuleren en smokkel te bestrijden. De Tories kregen te maken met tegenwerking van de Whigs, die voor de vrije handel waren, maar ook van Amerikaanse handelaren.
De lokale wetten in Amerika die door de koloniale assemblees opgesteld waren en door de koning goedgekeurd, waren in principe ondergeschikt aan de Britse wetten die aangenomen werden door het Britse parlement. De koloniale assemblees aarzelden echter niet om in de exclusieve bevoegdheden van de gouverneurs te treden door gebruik te maken van hun recht van toezicht. Doordat dit 'bewind van de assemblees' steeds machtiger werd, probeerde Londen haar gezag na 1763 te versterken. Destijds vreesde de metropool voor een uitbreiding van de Dertien Koloniën naar het westen. Dit zou tot ongelijke verhoudingen en onafhankelijkheid geleid hebben.

### Economische geschillen
De economie van de koloniën werd gekenmerkt door het mercantilisme en exclusiviteit. Met dit systeem wilde Groot-Brittannië zoveel mogelijk edelmetaal behouden en de Britse industrie en het Britse ambacht beschermen. De handelsbetrekkingen werden geregeld door de Engelse Scheepvaartwetten: de koloniën exporteerden hun grondstoffen alleen op Britse schepen. Die grondstoffen werden in Groot-Brittannië verwerkt om vervolgens verkocht te worden aan het buitenland. De producten die in de koloniën vervaardigd werden, mochten niet geëxporteerd worden en bepaalde goederen moesten zelfs uit Groot-Brittannië komen. Ook mochten de Amerikaanse koloniën alleen Britse producten kopen. De buitenlandse schepen die handel dreven met de koloniën moesten een Britse haven passeren om douanerechten te betalen.
In werkelijkheid leidde de afstand tussen Londen en de corruptie van de douane-ambtenaren in Amerika tot laksheid bij het innen van de belastingen. Amerikaanse schepen staken zelfs illegaal de Noord-Atlantische Oceaan over om handel te drijven. De Britse handelaren werden snel ongerust door deze inbreuk op het mercantilisme en de Amerikaanse concurrentie. De economische ontwikkeling van de Dertien Koloniën leidde zo tot vijandigheid tussen de koloniale handelaren en de kapitalisten van het moederland.
De Amerikaanse koloniën, en in het bijzonder de handelaren uit New England, stelden het monopolie op het vervoer van bepaalde goederen zoals thee aan de kaak. Zij betreurden ook het chronische gebrek aan geld en hun afhankelijkheid van de Britse kredietverstrekking.

### Opkomst van een Amerikaanse identiteit

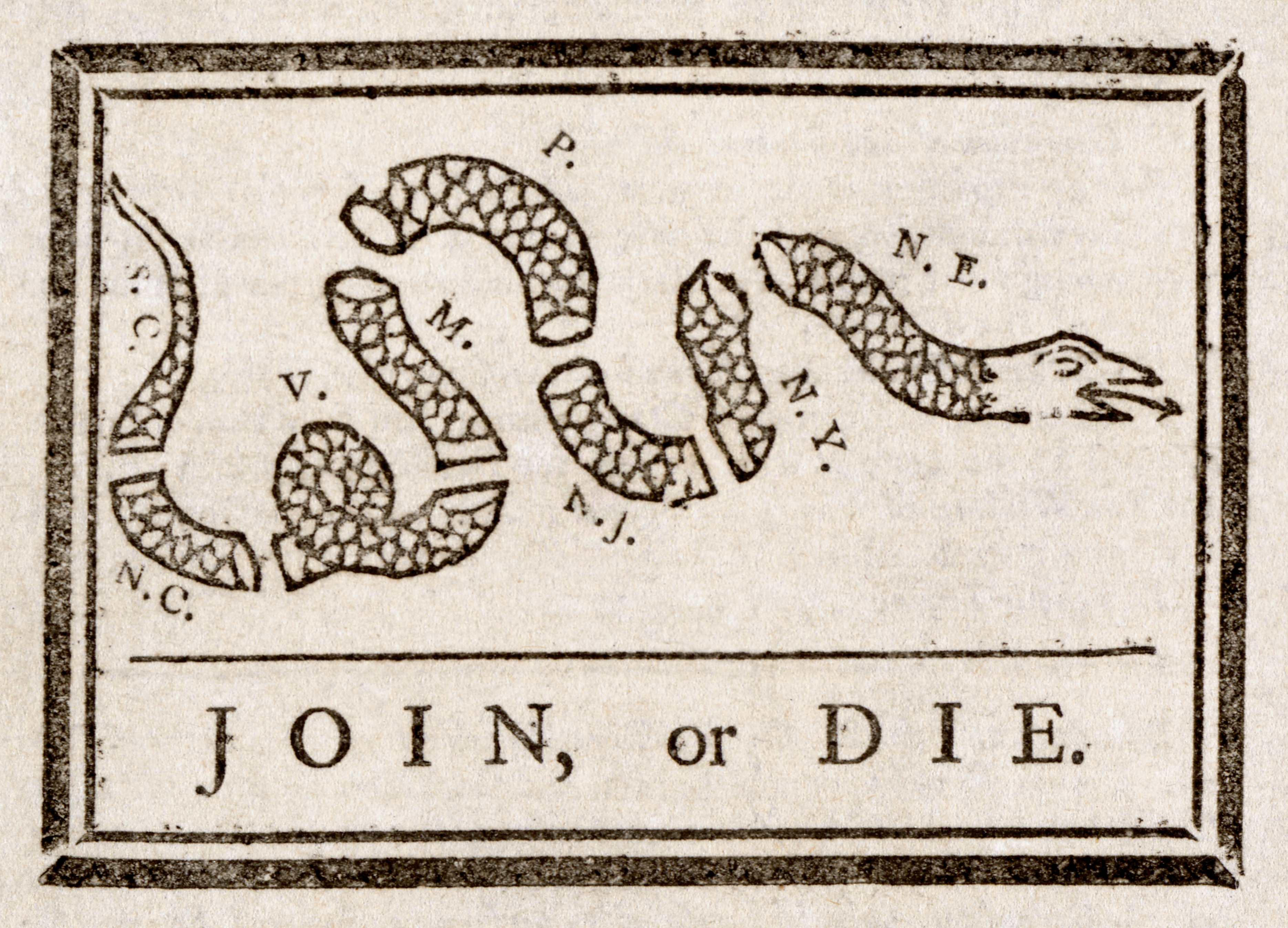
Deze krantencartoon, toegeschreven aan Benjamin Franklin, werd voor het eerst gepubliceerd tijdens de Zevenjarige Oorlog, en daarna opnieuw gebruikt om de Amerikaanse koloniën aan te sporen zich te verenigen tegen de Britse Kroon.

De economische elite in Amerika voelde zich doorgaans verwant met het moederland en probeerde de levenswijze van de hogere klassen van Groot-Brittannië na te doen. Deze families stuurden hun zoons naar Groot-Brittannië om te studeren. Zij hadden er belang bij om bij het moederland te blijven vanwege het handelssysteem en de maatschappelijke orde die het garandeerde.
De middenklassen waren minder gehecht aan Groot-Brittannië. De kolonisten die in Amerika geboren waren, voelden zich steeds minder Brits. Ondanks de diversiteit van de koloniën en hun inwoners ontstond er door het Brits imperialisme ook een ‘koloniaal patriottisme’, dat zich tegen het moederland keerde, en een Amerikaanse identiteit. Sinds de 17e eeuw presenteerden de koloniën zich als een eiland van religieuze verdraagzaamheid, dit in tegenstelling tot de situatie in Europa. Het streven naar geluk en individueel succes gekoppeld aan de sociale mobiliteit en de mogelijkheden die de uitgestrekte ruimte in Noord-Amerika bood, was een van de fundamenten van die Amerikaanse identiteit in wording.
Er was echter veel verdeeldheid tussen de kolonisten en tussen de koloniën. Er waren regelmatig geschillen over de grenzen van de koloniën. Binnen een kolonie zelf liepen de belangen uiteen. In Massachusetts verzetten de inwoners van Boston zich tegen de boeren in het westen van de kolonie. De kolonisten hielden van processen voeren en ze bleven elkaar maar aanklagen. Deze wanorde belemmerde de zaak van de onafhankelijkheid niet om terrein te winnen: de kolonisten dachten dat het verval te wijten was aan de Britse onderdrukking. John Dickinson geloofde dat de Engelsen door eigenbelang in een domesticatie en een verlaging van de geest waren gestort.

### Invloed van de Verlichting

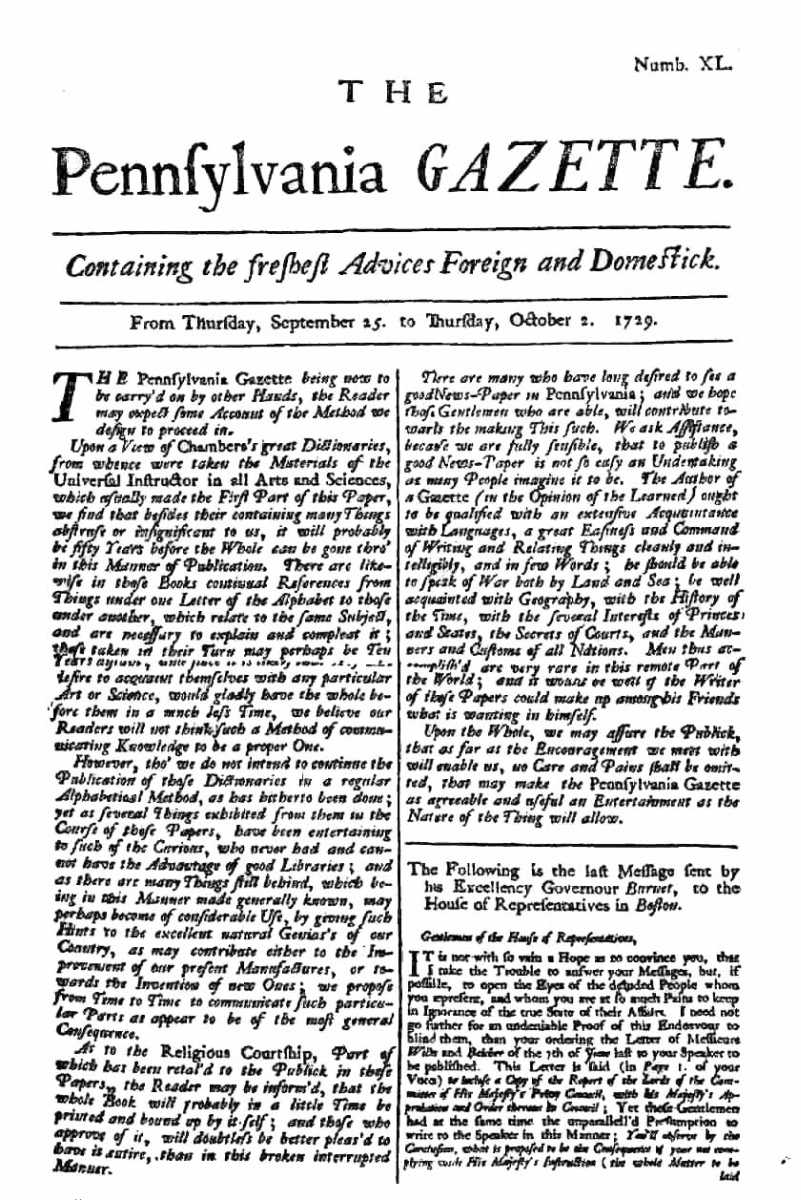
De Pennsylvania Gazette

Aan het eind van de 18e eeuw was Philadelphia ‘het absolute centrum van de revolutionaire Verlichting’, vooral onder leiding van de geleerde Benjamin Franklin (1706-1790). In deze stad en in Boston bevonden zich de belangrijkste uitgeverijen van de Dertien Koloniën en de Pennsylvania Gazette (1723) speelde een grote rol in de Amerikaanse revolutie. De Amerikaanse Filosofische Vereniging was een debatgroep opgericht door Benjamin Franklin.
De elite en de Founding Fathers van de Amerikaanse revolutie lazen de Europese filosofen zoals John Locke, Charles de Montesquieu, Hugo de Groot, Cesare Beccaria, Henry Home en Thomas Hobbes. De theorieën van Locke beïnvloedden de meeste hoofdrolspelers van de Amerikaanse revolutie: het denkbeeld van het sociaal contract impliceerde het natuurlijk recht van het volk om hun leiders af te zetten. Daarentegen hebben historici weinig sporen kunnen vinden in Amerika van het gedachtegoed van Rousseau. De Founding Fathers van de Amerikaanse revolutie putten uit de analyse van de Britse constitutie door Montesquieu, maar ook uit de Britse teksten (Habeas Corpus, Bill of Rights) bij het opstellen van de grondwetten van de staten en de federatie.
Aan de vooravond van de revolutie was het republicanisme een van de dominante ideologische grondbeginselen in de koloniën. De kolonisten hadden kritiek op de opzichtige luxe van het hof en stelden de republikeinse deugd voor. Het denkbeeld ontwikkelde zich dat de mensen de burgerlijke plicht hadden om voor hun land te strijden.

### Invloed van het Methodisme
De invloed van de Verlichting bleef beperkt tot de grote steden. Op het platteland en in de provinciestadjes waren het de Methodistische predikanten die de kolonisten opriepen zich af te keren van de Britse koning en nieuwe modelstaten te stichten. Daaronder verstonden zij wel iets heel anders dan de Verlichte denkers in de grote steden: ze schetsten in hun preken een zuivere bijbelse leefgemeenschap. De "founding fathers" sloten ook aan bij hun terminologie: Benjamin Franklin sprak over Mozes, die zijn volk naar het Beloofde Land voerde, en ook Thomas Jefferson verwees naar de tocht van het joodse volk door de woestijn.

## Toenemende oppositie
In de jaren 1763-1774 ontstond er koloniaal verzet tegen Britse claims in de vorm van een reeks belastingwetten, die door de centrale machthebber snel afgeschaft werden. De Amerikaanse weerstand tegen het mercantilisme en het belastingbeleid van Londen ontaardde soms in rellen en sporadisch in opstanden die nog niet erg bedreigend waren.

### Gevolgen van de Zevenjarige Oorlog

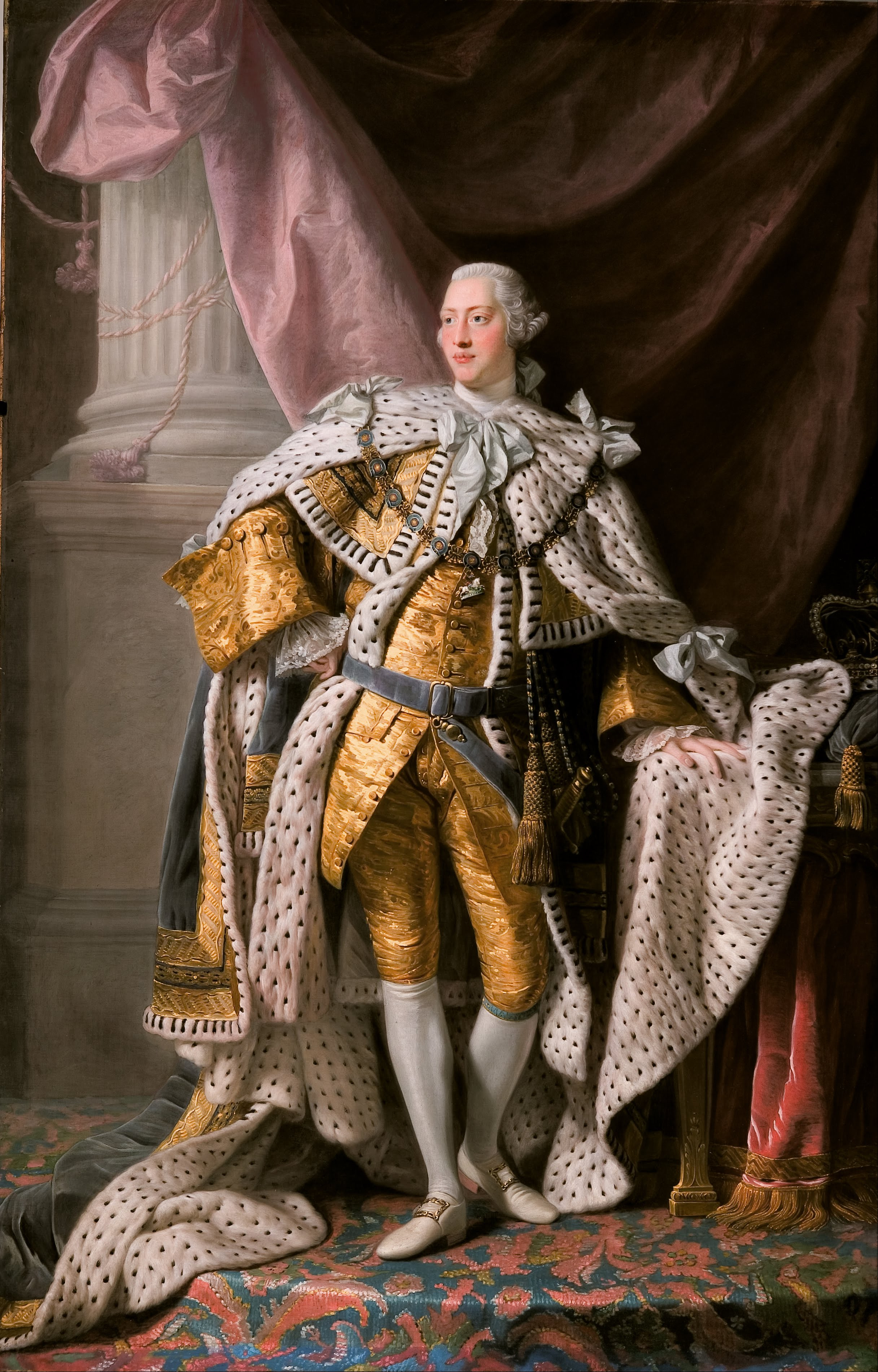
George III, de koning van Groot-Brittannië

De Zevenjarige Oorlog (1756-1763) zette de Europese machthebbers tegen elkaar op en putte de schatkist van de Britse kroon uit. Na het conflict steeg de Britse schuld door de oorlog met £ 317.000.000. Lord Jeffery Amherst, opperbevelhebber van de koninklijke troepen in Noord-Amerika, maakte een inschatting dat 10.000 soldaten nodig waren om de vrede te bewaren in de nieuw verworven gebieden. De regering besloot toen om in de koloniën een leger aan te houden van enkele duizenden mensen, de kosten van handhaving lagen rond de £ 300.000 per jaartroepen door de kolonisten betaald zouden worden.
De koninklijke proclamatie van 1763 had drie belangrijke doelen: het koloniale Britse rijk in Noord-Amerika beter te organiseren en de betrekkingen met de inheemse Amerikanen te demilitariseren, vooral na de revolutie van Pontiac, en grondspeculatie voorkomen. De proclamatie beoogde de vrees van de inheemse bevolking voor een massale invasie van blanke boeren op hun grondgebied weg te nemen. ‘De Frontier’ trok immigranten die op zoek waren naar land, zoals Schotten en later Duitsers De uitputting van de bodem in het oosten van de Appalachen en de demografische druk verklaarden de honger naar land door de kolonisten.
De proclamatie van George III verbood bewoners van de Dertien koloniën om zich op grondgebied ten westen van de Appalachen te vestigen of daar grond te kopen. De Kroon reserveerde een deel van de Amerikaanse houtproductie voor zichzelf en had eveneens een monopolie op de aankoop van grondgebieden van de inheemse Amerikanen; de Kroon garandeerde de bescherming van de inheemse bevolking. Londen plande de bouw van Britse forten langs de grens van het gekoloniseerde gebied; deze maatregel moest ervoor zorgen dat de proclamatie gerespecteerd werd, maar dat ook de pelshandel met de inheemse Amerikanen bevorderd werd. De Britse regering dacht dat met die voorposten de verdediging van de Dertien koloniën veiliggesteld was en dat hun financiering daarom de verantwoordelijkheid van de kolonisten was.
De koninklijke proclamatie van 1763 vergrootte de ontevredenheid van de Amerikaanse kolonisten die zich al in deze gebieden van de inheemse Amerikanen gevestigd hadden. Zij moesten het land teruggeven en terugkeren naar de Dertien koloniën. Sommige kolonisten waren ervan overtuigd dat de koning hen probeerde vast te houden in de kuststrook om hen zo beter onder controle te kunnen houden. De kolonisten weigerden om de bouw en het onderhoud te financieren van de koninklijke voorposten op de grens die bepaald was door de proclamatie. Het verdrijven van de Fransen uit Canada in 1763 vergrootte het gevoel van veiligheid van de Dertien koloniën, die dachten dat ze geen militaire bescherming van de Britten meer nodig hadden. Toen de vrede was teruggekeerd, hadden de Amerikanen veel moeite met de permanente aanwezigheid van de Britse legertroepen in de koloniën; de aanwezigheid van de troepen werd gezien als een instrument van de Britse tirannie.

### De wetgeving

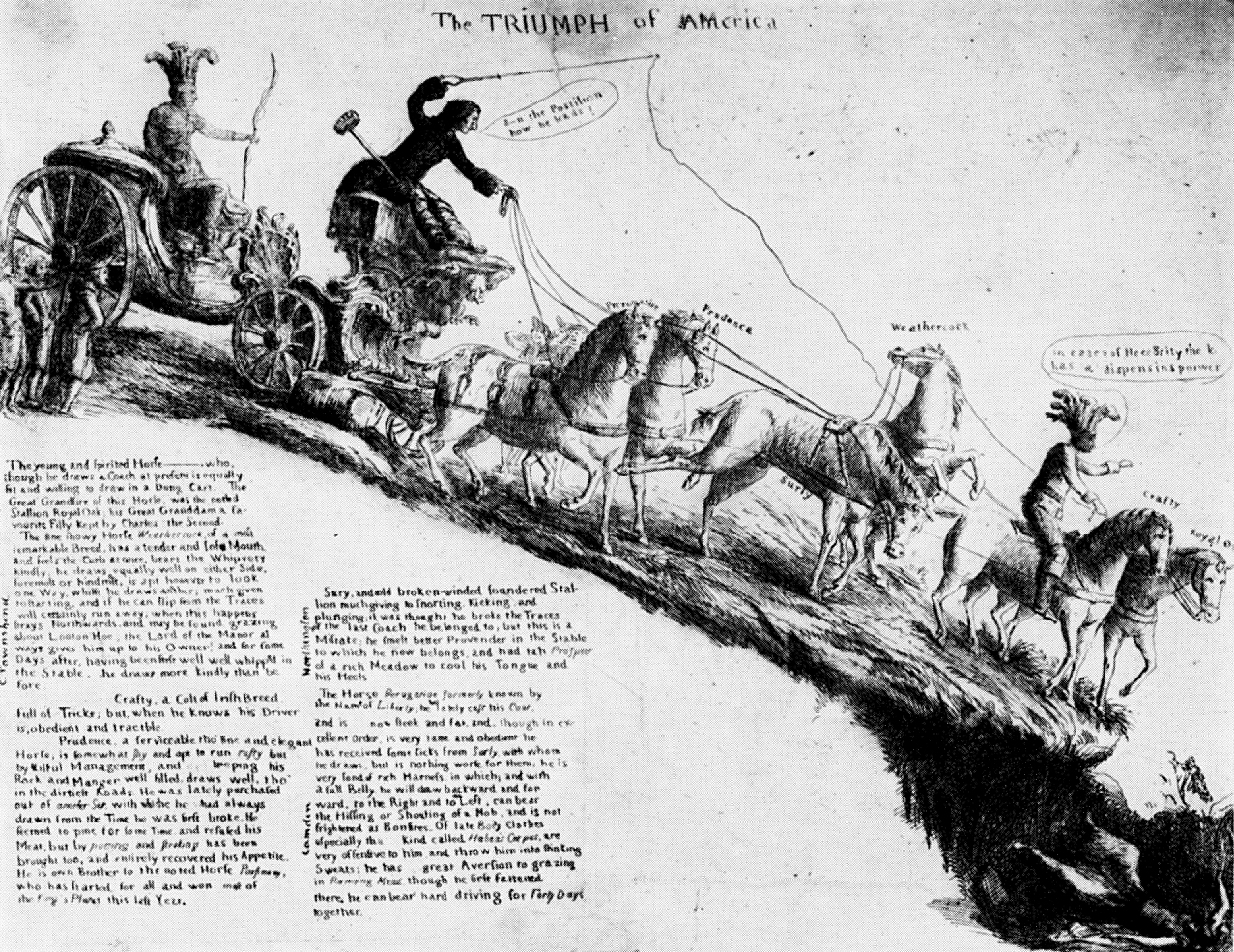
Britse karikatuur over het afschaffen van de Stamp Act

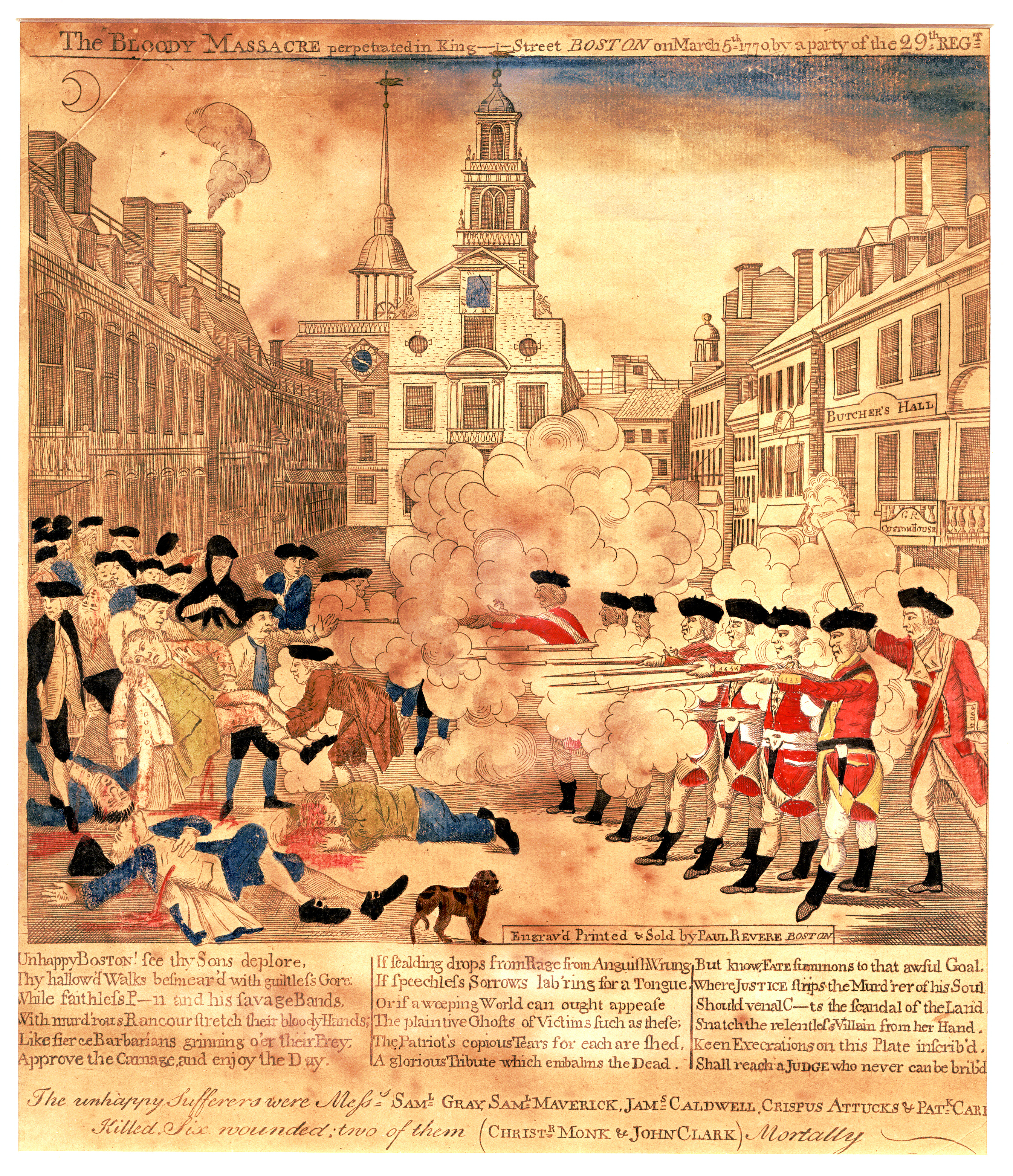
Paul Walker (1735-1818), een weergave van het bloedbad van Boston

Op 5 april 1764 stemde het Britse parlement voor de Sugar Act: deze wet handhaafde de belastingen op suiker en melasse die uit het buitenland geïmporteerd werden en breidde ze uit naar andere producten (hout en ijzer). De wet veroorzaakte een crisis in de productie van rum en vergrootte de ontevredenheid van Amerikaanse handelaars
Enkele dagen later verbood de Currency Act de uitgifte van bankbiljetten in de Dertien koloniën, waardoor het moederland hun monetair systeem kon controleren. De koloniale vergaderingen protesteerden fel tegen deze maatregel die bedoeld was om de superieure positie van de pond sterling te versterken.
De Stamp Act (1765) stelde een verplichte belastingzegel voor alle officiële documenten, kranten en andere zaken in. Deze wet had gevolgen voor alle kolonisten en niet alleen voor handelaren en werd nauwelijks toegepast vanwege Amerikaanse weerstand en druk.

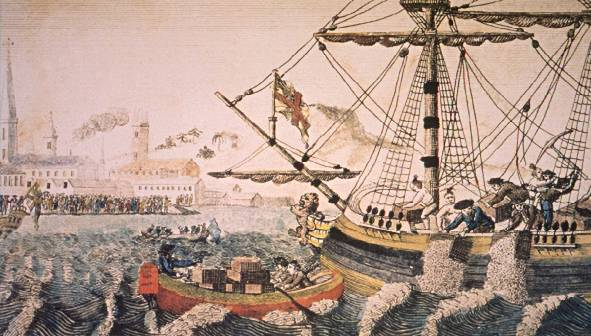
Boston Tea Party

Het Huis van Poorters in Virginia nam de resoluties van Patrick Henry aan over de Stamp Act. Die resoluties stelden dat de Amerikanen dezelfde rechten bezaten als de Britse onderdanen, vooral het recht om geen belasting te moeten betalen zonder toestemming van hun vertegenwoordigers. Zij die de Britse vordering steunden om de inwoners van Virginia belasting te laten betalen, zouden als vijanden van de kolonie worden beschouwd. Gouverneur Fauquier koos ervoor om het Huis van Poorters te ontbinden in reactie op die radicale voorstellen. Op 24 maart 1765 vaardigde het Parlement een eerste Quartering Act (Inkwartieringswet) uit, die van de koloniale assemnlees eisten om in de behoeften van de Britse gewapende troepen te voorzien. Die beslissing veroorzaakte een reeks rellen in Amerikaanse steden als Boston en Newport (Rhode Island). Het verzet was het hevigst in New York: de Assemblee weigerde om de troepen te financieren en werd in december 1766 geschorst als vergelding.
Zevenentwintig afgevaardigden van 9 koloniën kwamen van 7 tot en met 25 oktober 1765 samen in New York om een gezamenlijk standpunt te bepalen: het Stamp Act Congres nam een Verklaring van Rechten en Klachten aan en verstuurde brieven en petities naar Londen. Deze documenten eisten voor de koloniale vergaderingen de macht op met betrekking tot het heffen van belastingen, maar ook het recht van kolonisten om vertegenwoordigd te worden in het Parlement in Londen. Uiteindelijk werd de Stamp Act op 18 maart 1766 ingetrokken als gevolg van de boycot en de protesten zonder de vraag over de politieke vertegenwoordiging van de Amerikanen te regelen. De Stamp Act werd vervangen door de Declaratory Act, die een versterking van de centrale macht betekende ten nadele van de koloniale assemblees.
De crisis in de relatie tussen de koloniën en het parlement ging in 1767 verder met de Townshend Acts, die in de Dertien Koloniën een belasting op geïmporteerde grondstoffen invoerden. Deze hadden tot doel om het koloniale bestuur te financieren en om het begrotingstekort terug te dringen. Bovendien zorgden de Townshend Acts voor een versterking van de douanecontroles. In juni 1768 ontbond de gouverneur van Massachussetts de assemblee: de andere koloniën verklaarden zich solidair met de afgevaardigden. Op 22 september kwamen ongeveer 100 afgevaardigden uit Massachusetts bijeen op een conventie. Londen stuurde extra troepen om Boston het zwijgen op te leggen. In mei 1769 las George Washington voor het Huis van Poorters het voorstel van George Mason voor om Britse producten te boycotten tot de Townshend Acts afgeschaft werden. De gouverneur van Virginia verbood toen de vergadering.
Op 5 maart 1770 tijdens een gewelddadig protest in het centrum van Boston, schoten Britse soldaten op de menigte. Vijf personen stierven tijdens ‘het bloedbad van Boston’. De kranten van de stad maakten van deze gebeurtenis het symbool van de Britse onderdrukking. Groot-Brittannië trok de Townshend Acts in maart 1770 in, ook al werd de belasting op de thee gehandhaafd.
De Tea Act werd in mei 1773 aangenomen om de Engelse Oost-Indische Compagnie in staat te stellen haar thee te verkopen aan de Dertien Koloniën zonder belasting te betalen. Deze wet had als doel om de financiën van de Compagnie te herstellen door haar monopolie te versterken, maar ze richtte de onafhankelijke handelaren ten gronde.
Op 16 december 1773, tijdens de Boston Tea Party, gooiden kolonisten verkleed als Inheemse Amerikanen meer dan 300 kisten thee van de kades. Als vergelding nam Groot-Brittannië een reeks radicale maatregelen die bedoeld waren om de orde te handhaven: de raad van Massachusetts zou voortaan gekozen worden door de koning en de officieren zouden benoemd worden door de gouverneur. De haven van Boston werd gesloten, de onbewoonde huizen werden in beslag genomen om de Britse soldaten onderdak te geven en de rechtsgang werd herzien. Deze nieuwe wetten, die door de Amerikanen de Intolerable Acts en Coercive Acts (dwangwetten) genoemd werden of Punitive Acts door de Britten, markeren een beslissende fase in het uitbreken van de Amerikaanse revolutie.

### Amerikaans protest
Tijdens de jaren-1760 organiseerden de Amerikaanse kolonisten het verzet en het protest tegen het Britse beleid. Zij ondernamen gewelddadige acties en richtten netwerken van onderlinge solidariteit op, ondanks de diversiteit en uitgestrektheid van de koloniën. De belangrijkste haarden van onrust waren Boston, New York, Philadelphia en Virginia.

#### Acties steeds radicaler

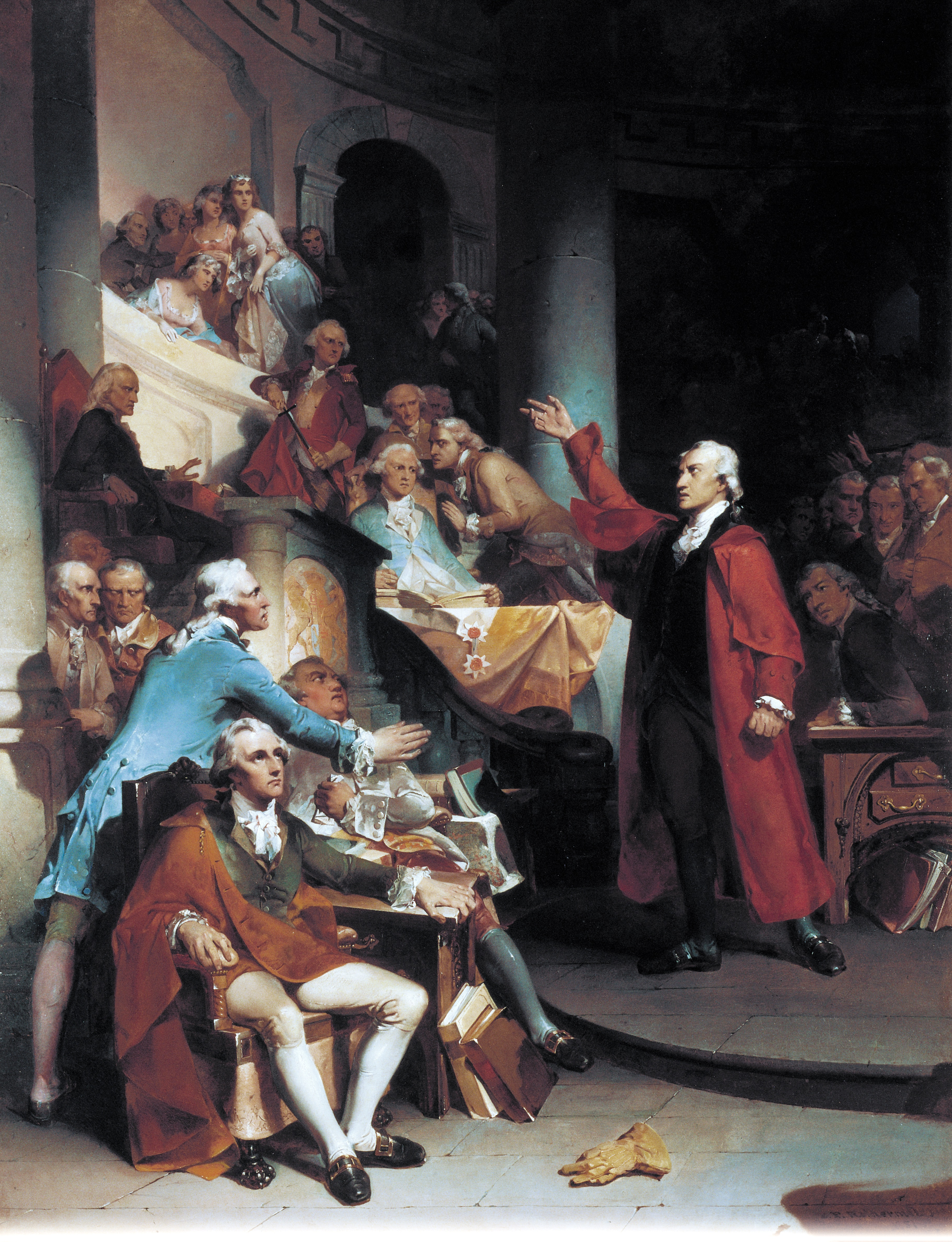
.De toespraak van Patrick Henry tegen de Stamp Act in 1765 voor het Huis van Poorters van Virginia

De acties die uitgevoerd werden tegen de Britse machthebbers namen steeds radicalere en beter georganiseerde vormen aan. Het gebruik van boycots en petities was in Boston al in 1764 een van de meest effectieve acties tegen de Britse overheersing. Veel journalisten en juristen stelden hun pen ten dienste van de Amerikaanse zaak: de advocaat James Otis (1725-1783), aan wie doorgaans de beroemde uitdrukking ‘Taxation without Representation is Tyranny’ toegeschreven wordt, schreef verschillende pamfletten tegen de koloniale politiek van Londen. In 1764 publiceerde hij The Rights of the British Colonies Asserted and Proved, waarin hij de onaantastbare en universele rechten van de kolonisten verdedigde door zich te beroepen op de Britse filosoof John Locke. In 1767 publiceerde een andere advocaat, John Dickinson, ‘Brieven van een boer uit Pennsylvania aan de inwoners van de Britse koloniën’, waarin hij de oorzaken van de Amerikaanse ontevredenheid uiteenzette en die een grote impact hadden. In 1770 maakte Paul Revere propaganda gravures van het bloedbad van Boston (bloedbad van King Street). In 1770 publiceerde Alexander McDougall in New York een anti-Brits smaadschrift en werd gevangen genomen Die periode werd ook gekenmerkt door gepassioneerde debatten in de koloniale vergaderingen: in mei 1765 hield Patrick Henry een heftige toespraak voor het Huis van Poorters waarin hij opriep tot de dood van de koning van Groot-Brittannië.
In de jaren 1764-1774 volgden demonstraties waarbij het intrekken van de wetten geëist werd. Het geweld tegen vertegenwoordigers van het Britse gezag was aanvankelijk sporadisch en beperkt, maar nam toe. Rellen in de steden waren meestal gericht tegen gouverneurs, maar ook tegen douane- en belasting-ambtenaren die soms liever ontslag namen. De menigte maakte soms gebruik van pek en veren. In 1765 hingen de relschoppers een afbeelding op van Andrew Oliver, een belastingontvanger van de Stamp Act uit Boston, die ze verbrandden. Zijn kantoor werd in brand gestoken en zijn huis werd geplunderd, net als dat van gouverneur Thomas Hutchinson. De Loyalisten werden getroffen door het geweld: in 1768-1770 hingen tegenstanders kwetsende posters op, waarop winkels die weigerden om de Britse producten te boycotten, beschuldigd werden een ‘importeur’ te zijn In 1772 werd de Britse schoener Gaspee, die werd ingezet voor de controle van koopvaardijschepen, door patriotten in brand gestoken voor de kust van Rhode Island: dit werd bekend als de Gaspee-affaire. In januari 1774 werd John Malcolm, een douanebeambte uit Boston, gegeseld, met pek en veren besmeurd en gedwongen om kokende thee te drinken.

#### Betere organisatie van kolonisten

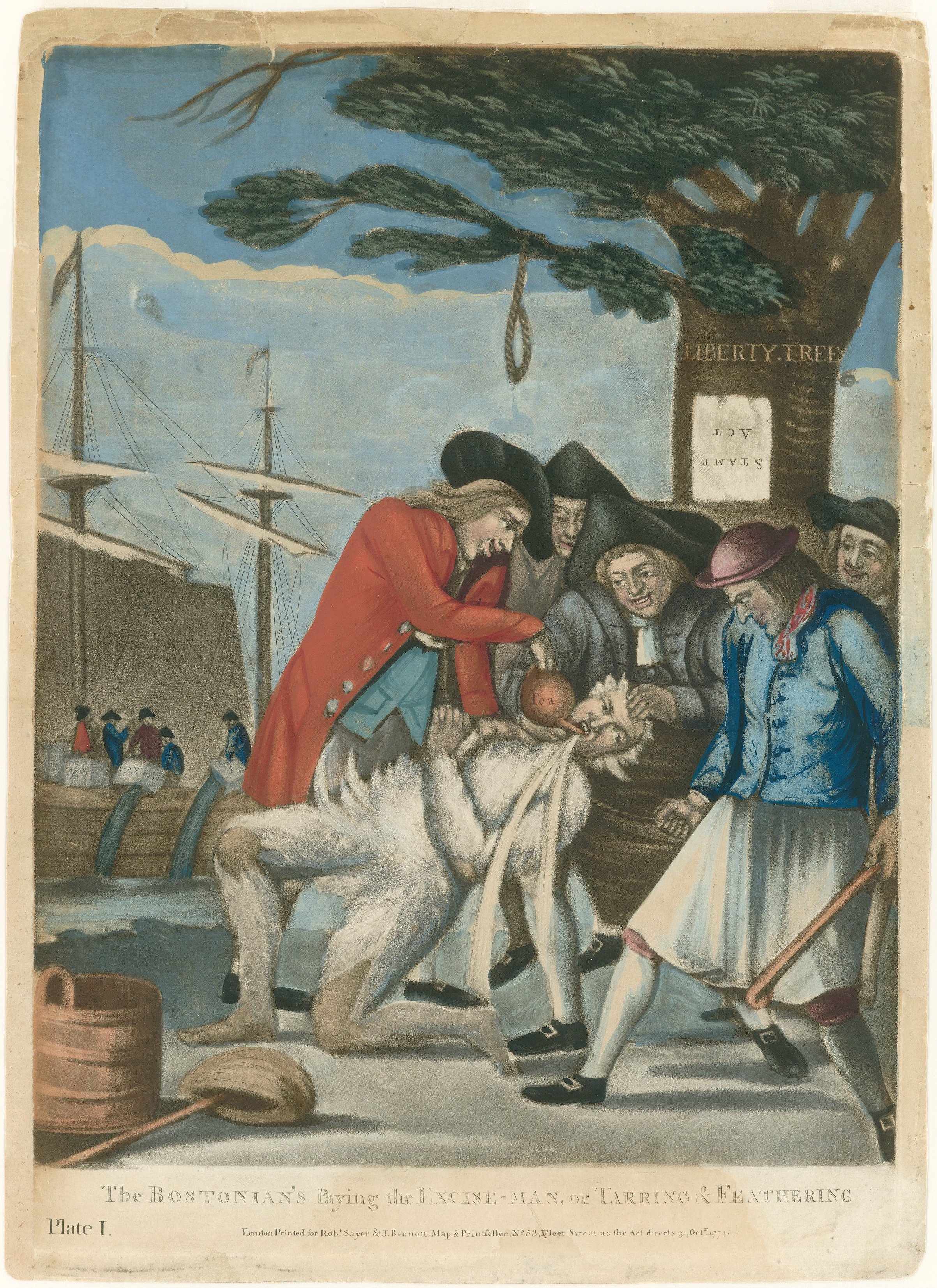
Zonen van de Vrijheid, Britse karikatuur (1774)

De Zonen van de Vrijheid, een geheime organisatie van Amerikaanse tegenstanders van de Britse heerschappij opgericht in 1765, voerden verschillende acties uit die varieerden van het schrijven van pamfletten tot de oprichting van vrijheidsbomen. Het socialeprofiel van de Zonen van de Vrijheid was niet uniform: het waren zowel advocaten als arbeiders. De belangrijkste vertegenwoordigers van deze beweging waren Paul Revere, Thomas Young, Joseph Warren, Patrick Henry, John Hancock, James Otis, John Adams en zijn neef Samuel Adams, die de aanvoerder was van de opstand in New England.
De betrokkenen bij het politieke protest begonnen geleidelijk hun acties te coördineren. Aan het eind van het jaar 1772, na de Gaspee-affaire, kwam Samuel Adams met het plan om verbindingscomités op te richten (Committees of Correspondence). Deze comités zouden een netwerk vormen tussen de verenigingen van patriotten in Massachusetts, en oproepen tot het boycotten van Britse goederen. Op 12 maart 1773 richtte Virginia het eerste comité op, dat een permanent contact wilde leggen met geestverwanten in de andere kolonies. Patrick Henry en Thomas Jefferson maakten deel uit van het comité. De veiligheidcomités (Committee of Safety) werden daarna opgericht voor de uitvoering van de resoluties van de verbindingscomités en van het Continentale Congres (Continental Congress).
In Boston vernielden de militanten een gebouw waarvan gedacht werd dat het een verkoopkantoor was van zegels en ze vielen het huis aan van een distributeur van deze zegels. In New York vernietigden ze de woningen van mensen die ze als verraders beschouwden en ze gingen de confrontatie met de Britse soldaten aan die in de stad gelegerd waren. De woede tegen de Britse kroon mengde zich met een gevoel van wrok ten opzichte van de elite die met hun rijkdommen pronkten in een tijd van algemene ontberingen. Zo viel de bevolking een theater aan dat door de elite bezocht werd.

#### Eerste Continentale Congres (september-oktober 1774)

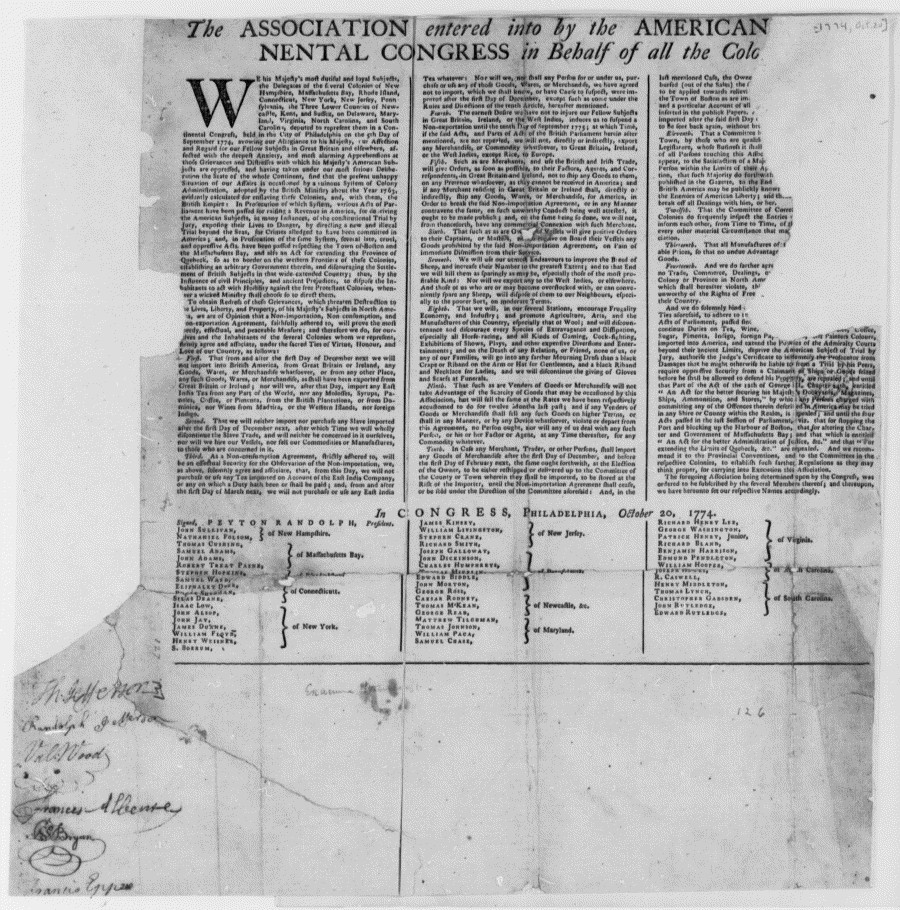
Artikelen over de Continentale Associatie

Aan het begin van de herfst van 1774 stuurden de Dertien Koloniën afgevaardigden naar interkoloniale assemblees: eerst het Stamp Act Congres, daarna de Provinciale Congressen (Provincial Congress). In 1774, in de nasleep van de Intolerable Acts, deden de inwoners van Boston een beroep op de solidariteit van de andere koloniën. In juni werden de assemblees van Massachusetts en Virginia ontbonden door de gouverneurs. Joseph Galloway van Pennsylvania stelde een tweekamerstelsel voor dat bestond uit het parlement in Londen en een Amerikaanse nationale vergadering. De budgettaire beslissingen zouden alleen goedgekeurd kunnen worden met de instemming van de laatste. Vijf staten stemden voor dit voorstel, zes stemden tegen en het idee van een compromis werd opgegeven.
De laatste fase die de overgang van protest naar revolutie markeerde, was die van het Eerste Continentale Congres, door Londen gezien als een bij uitstek illegale actie: dit congres vormde een onafhankelijke politieke assemblee met als eerste doel het coördineren van acties van de koloniën tegen het moederland, om vervolgens omgevormd te worden tot een echt instrument voor het landsbestuur. Vanaf september 1774 gebruikten de Amerikanen het woord ‘Staten’ om de Dertien Koloniën van Amerika aan te duiden.
In oktober 1774 eiste het Continentale Congres van Philiadelphia erkenning van de Amerikaanse vrijheden: het richtte een Continentale Associatie op die zowel belast was met de organisatie van de toezichtcomités als met de boycot van de Britse producten als het afschaffen van de Intolerable Acts.
Het Congres schreef een Toespraak gericht aan het volk van Groot-Brittannië en stuurde een petitie naar de koning. De Vergadering riep de Canadezen tevergeefs op om zich bij de rebellen aan te sluiten: Canada bleef echter trouw aan Londen en verwelkomde zelfs de Amerikaanse Loyalisten in wat later Opper-Canada zou worden. Alexander Hamilton riep Brits-West-Indië op om in opstand te komen. Uiteindelijk besloten de afgevaardigden van het Continentaal Congres om op 10 mei 1775 een Tweede Continentaal Congres te houden.

## De Onafhankelijkheidsoorlog (1775-1783)
Begin 1775 plunderden de Amerikanen wapenarsenalen en organiseerden ze milities; de Amerikaanse strijdkrachten waren echter inferieur aan het Britse leger, in aantallen en in effectiviteit. De gewelddadige acties tegen de Britse belangen namen toe: tijdens een toespraak in de St. John kerk van Richmond in Virginia eiste Patrick Henry ‘de vrijheid of de dood’.

### Eerste confrontaties in het noorden (1775)

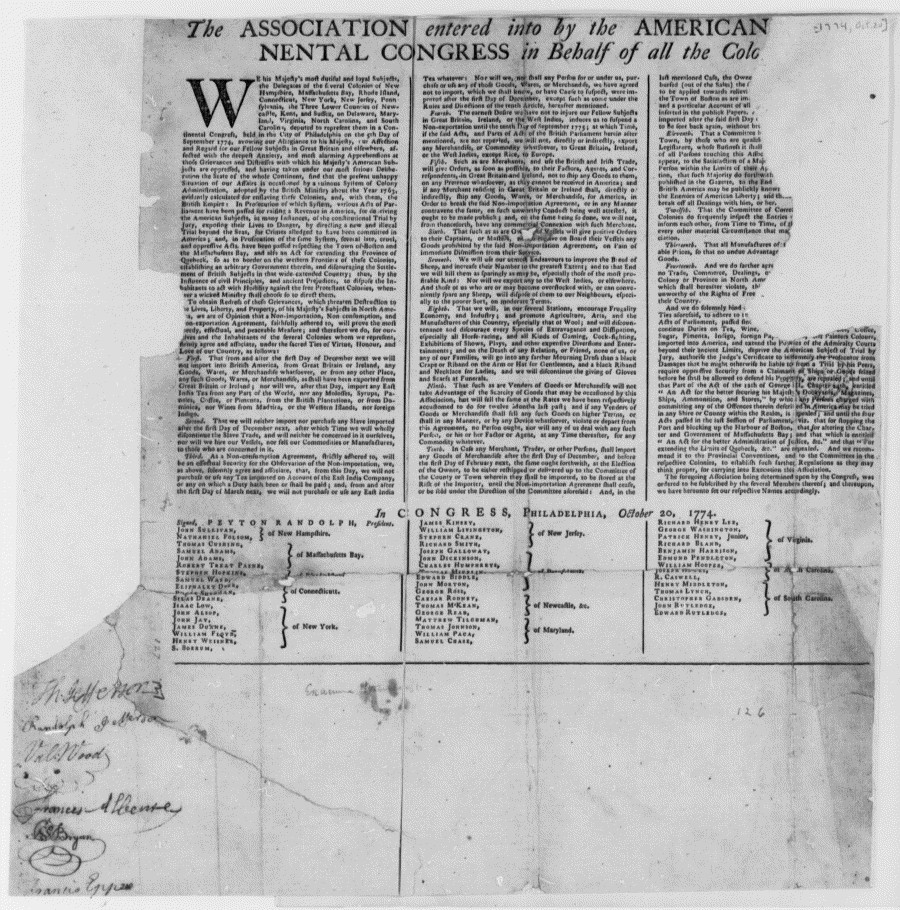
Artikelen over de Continentale Associatie

De eerste veldslag tussen Britse en Amerikaanse soldaten was de Slagen bij Lexington en Concord op enkele kilometers ten westen van Boston (19 april 1775): deze eerste schermutseling, die eindigde in het voordeel van de opstandelingen dankzij de tussenkomst van de minutemen, leidde tot 73 Britse en 49 Amerikaanse doden en markeerde het begin van de guerrillaoorlog. Op 10 mei 1775, de dag dat de Amerikanen Fort Ticonderoga veroverden, werd de eerste bijeenkomst van het Tweede Continentale Congres gehouden in Philadelphia. Dit Congres benoemde George Washington op 15 juni 1775 tot hoofd van het Continentale leger: de generaal moest een bonte verzameling van ongedisciplineerde troepen organiseren. Aan het begin van de oorlog was er niet genoeg geld om de soldaten te betalen en velen deserteerden. De Amerikanen waren echter zeer vastberaden om zich los te maken van het moederland.
Het Congres deed opnieuw een oproep aan Canada tegen Groot-Brittannië. Op 8 juli stuurde het Congres de beroemde ‘Olijftak-petitie’ aan de koning van Groot-Brittannië, een verzoeningspoging die uiteindelijk afgewezen werd door George III. De Amerikanen belegerden Boston (19 april 1775-17 maart 1776) en verloren de Slag om Bunker Hill op 17 juni 1775: de stad bleef in handen van de Britten, maar zij leden zware verliezen. Uiteindelijk trokken de Britten zich terug in Nova Scotia op 17 maart 1776. De Amerikaanse troepen vielen Canada binnen en bezetten Montréal (13 november 1775): de Amerikanen trokken zich eind 1774 terug vanwege de Canadese winter en het verzet van de bevolking.

### De politieke revolutie (1776-1777)

Ondertekening van de onafhankelijkheidsverklaring. Schilderij van John Trumbull

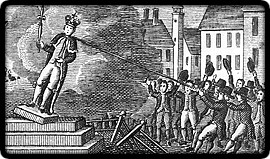
Neerhalen standbeeld koning George III

Op 9 juli 1776 haalden de inwoners van New York het standbeeld van de koning van Groot-Brittannië neer. Op 10 januari 1776 publiceerde Thomas Paine een pamflet met de titel ‘Common Sense’, dat veel succes had en waarin hij de monarchie bekritiseerde. Thomas Paine riep Amerika op om zich af te scheiden van Groot-Brittannië en stelde een republikeinse grondwet voor. In een brief die op 22 april 1776 gepubliceerd werd in de krant Pennsylvania Packet, legde hij alle voordelen van onafhankelijkheid uit. Onafhankelijkheid zou de Amerikanen geluk brengen, want ‘het was een onbeschreven blad om te vullen’. Voor hem waren de Amerikanen een vrij en deugdzaam volk dat zich kon verlossen van het verleden. Het idee van onafhankelijkheid werd het middel om een leven te leiden dat gebaseerd is op deugdzaamheid, het hoogste ideaal van veel patriotten.
Tussen 1776 en 1780, namen de Amerikaanse Staten geschreven grondwetten aan die gebaseerd waren op het geloof in publieke deugdzaamheid. Beknopte wetten werden wenselijk en toereikend gevonden. De teksten voorzagen in twee assemblees en jaarlijkse verkiezingen: aan het democratische principe werd overal invulling gegeven door het censuskiesrecht (behalve in Vermont waar het blanke mannenkiesrecht vanaf het begin werd ingevoerd). De Constitutie van Virginia (juni 1776) bevestigde de rechten van de mens, waarvan verschillende opgenomen zouden worden in de Onafhankelijkheidsverklaring van Amerika: het is de eerste keer in de geschiedenis dat een constitutionele tekst universele en onvervreembare rechten formuleert. In de Constitutie van Pennsylvania (september 1776) werden gewetensbezwaar en religieuze tolerantie vastgelegd. De constituties van vijf van de dertien staten vermeldden de noodzaak van openbaar onderwijs.
Na talrijke debatten nam het Congres van Philadelphia op 4 juli 1776 de Onafhankelijkheidsverklaring aan: deze tekst, waarvan Thomas Jefferson de belangrijkste schrijver was, vertegenwoordigde de ‘oprichtingsakte van de Amerikaanse natie’. Het voorwoord, dat geïnspireerd was op de ideeën van de Verlichting, verkondigde het recht op vrijheid, leven en geluk voor de kolonisten.

### Britse opmars naar het midden (1776-1777)

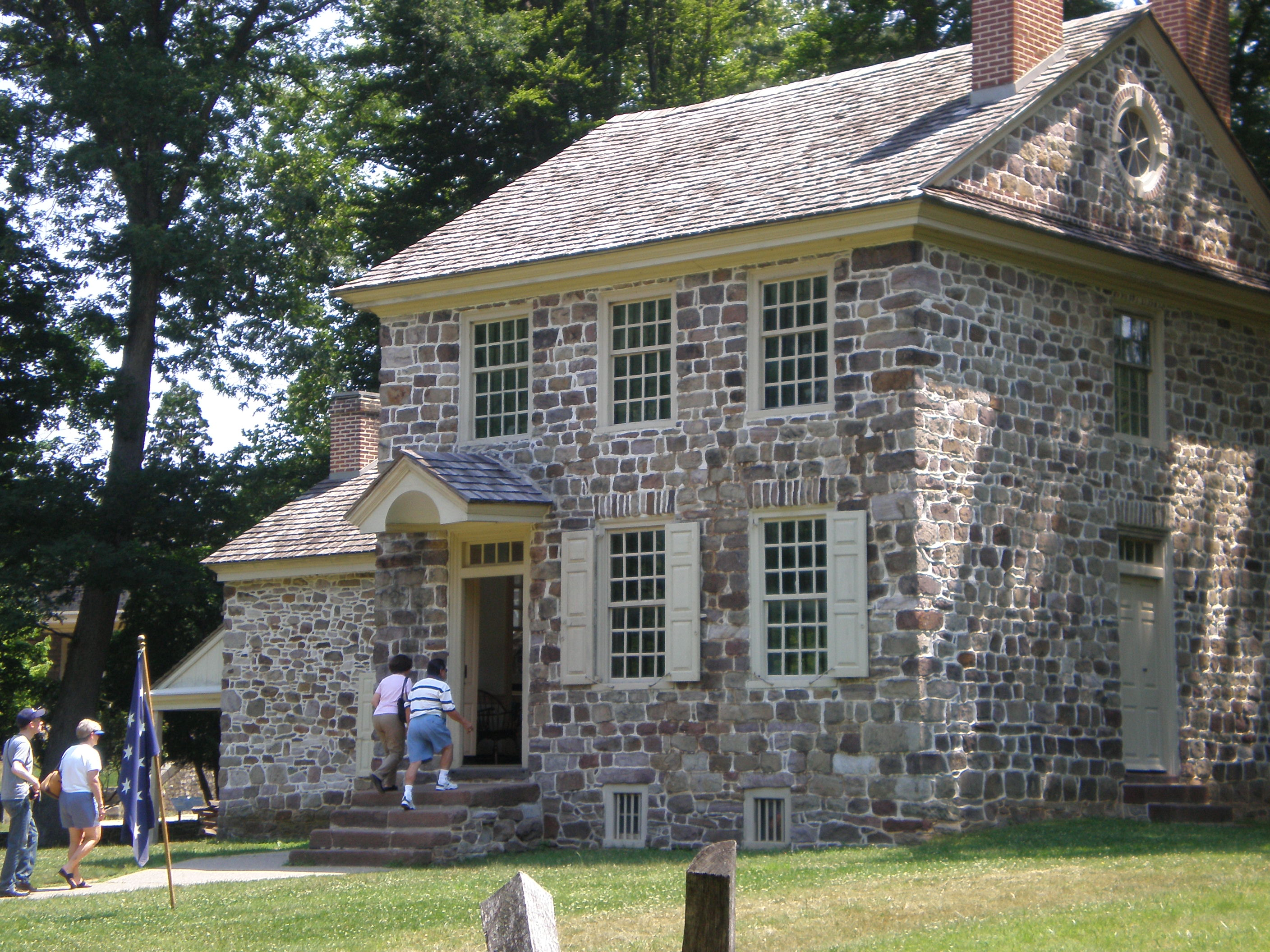
Hoofdkwartier van George Washington in Valley Forge

Na de verovering van Long Island (augustus 1776) bezetten de Britse legertroepen van Richard Howe in september de stad New York. De Amerikaanse legertroepen onder aanvoering van George Washington werden gedwongen om zich terug te trekken tot in New Jersey.
Ondanks de successen van Trenton (26 december 1776) en Princeton (3 januari 1777) werd Philadelphia bezet door de Britse legertroepen in de herfst van 1777: het Congres moest de stad verlaten evenals twee derde van de bevolking. Washington werd in Pennsylvania verslagen (Slag bij Brandywine; Slag bij Germantown) en bracht onder rampzalige omstandigheden de winter in Valley Forge door.
Echter, na de Slag van Saratoga in de staat New York, moest de Britse commandant John Burgoyne zich op 17 oktober 1777 overgeven aan Horatio Gates. Deze Amerikaanse overwinning moedigde Frankrijk aan om ten strijde te trekken aan de kant van de opstandelingen.

### Alliantie met Frankrijk en eindoverwinning (1778-1783)

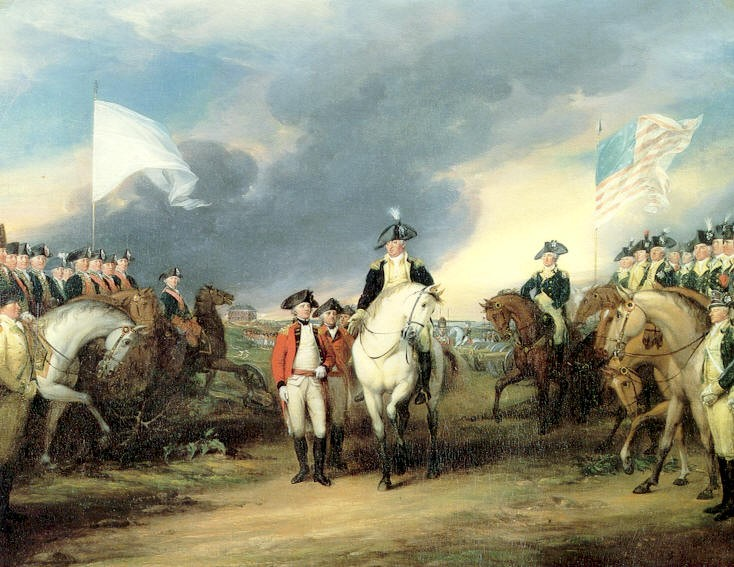
Capitulatie van Cornwallis in Yorktown - John Trumbull (1820)

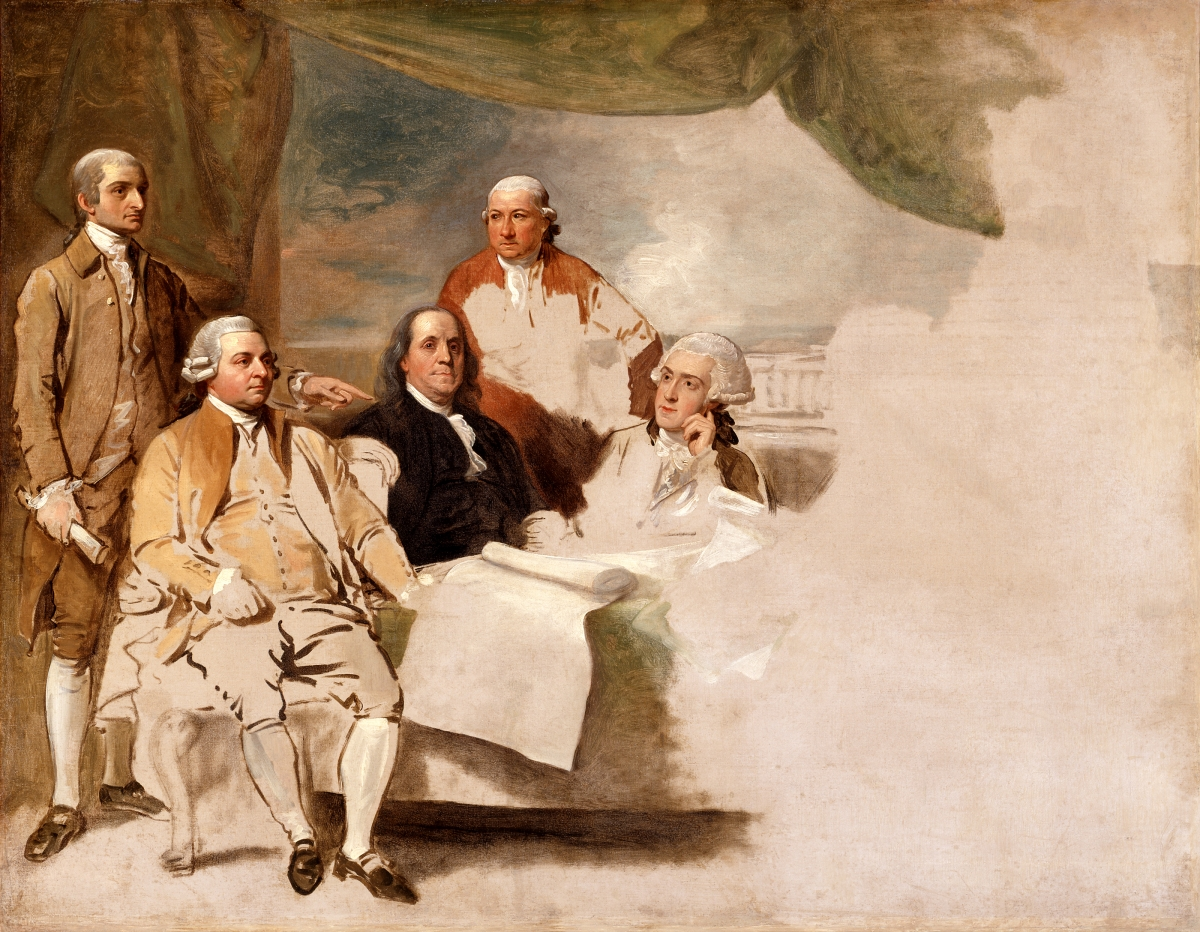
Ondertekening van het Verdrag van Parijs, 1783, door Benjamin West.

Dankzij de diplomatie van Benjamin Franklin werd op 6 februari 1779 in Parijs een alliantieverdrag getekend tussen Frankrijk en de Verenigde Staten. De Fransen hoopten wraak te kunnen nemen op Groot-Brittannië. Spanje voegde zich bij de alliantie in mei 1779, gevolgd door de Republiek der Zeven Verenigde Nederlanden in 1780.
Op 18 juni 1778 trokken de Britse legertroepen zich terug uit Philadelphia om zich te concentreren op de verdediging van New York dat bedreigd werd door een Franse interventie vanaf zee. De Slag om Monmouth (New Jersey, 28 juni 1778) was een Amerikaans succes. Vanaf 1779 vielen de Britten echter de zuidelijke staten aan. Savannah (Georgia) werd bezet; de belegering van de stad, georganiseerd door de Frans-Amerikanen, mislukte op 9 oktober 1779. Tussen mei 1780 en september 1781 vond een reeks veldslagen plaats in South Carolina die soms in het voordeel van de Britten waren (inname van Charleston op 12 mei 1780; Camden op 16 augustus 1780), dan weer in het voordeel van de Amerikanen (Slagveld van King’s Mountain op 7 oktober 1780; Eutaw Springs op 9 september 1781).
De Britse nederlaag bij Yorktown in Virginia (oktober 1781) markeerde een keerpunt in de oorlog. Het Britse Lagerhuis stemde op 27 februari 1782 voor het beëindigen van de oorlog en de Britse premier Lord North nam op 20 maart ontslag. Savannah werd op 11 juli 1782 geëvacueerd door de Britse troepen, Charleston op 14 december. De onderhandelingen met Groot-Brittannië werden in gang gezet en een voorlopig verdrag werd op 30 november 1782 gesloten. Het Verdrag van Parijs dat getekend werd op 3 september 1783 maakte officieel een einde aan de vijandigheden en zorgde voor officiële erkenning van de Verenigde Staten, waarvan de grens werd getrokken bij de rivier de Mississippi. Het Verdrag van Versailles regelde de geschillen tussen Groot-Brittannië en de Europese allianties van Amerika.

### Stichting van de Confederatie (1777-1781)

De eerste vlag van de Verenigde Staten 1777

De Amerikaanse eenheid groeide in 1777: in juni werd een nationale vlag aangenomen. De coördinatie van de militaire inspanningen tegen Groot-Brittannië en de bevoorrading van het continentale leger zette de Amerikanen aan om zich te verenigen. Door de leningen en de terugbetaling van de schuld was ook een versterking van de federale centralisatie nodig: de Onafhankelijkheidsoorlog leidde tot de vereniging van de voormalige koloniën.
Op 15 november 1777 werden de Artikelen van Confederatie door het Continentale Congres aangenomen. Deze constitutionele tekst verbond de Dertien Staten in een Confederatie. Ze riep het bestaan van de Verenigde Staten uit, terwijl de gefedereerde staten soeverein bleven. Het introduceerde de verplichting tot wederzijdse gewapende hulp, en een congres dat gekozen werd om het land in internationale onderhandelingen te vertegenwoordigen. Het oordeelde over geschillen tussen de Staten. Daarna richtten de Verenigde Staten een diplomatieke dienst, een staatskas en een bank op. Adellijke titels werden afgeschaft en de eerste departementen (ministeries) werden opgericht. De Artikelen van de Confederatie werden pas van kracht na ratificatie door de Staten, dat wil zeggen in maart 1781. Het Congres was echter voor de belastinginkomsten grotendeels afhankelijk van de goede wil van de Staten. Er waren geen regels voorzien waarmee het Congres zijn gezag over de Staten kon doen gelden, zo groot was het geloof in de publieke deugdzaamheid.
Van de 2,5 miljoen inwoners meldde zich een gering percentage vrijwillig om te vechten tegen de Engelsen. De Staten weigerden te voorzien in de bevoorrading en kleding van het continentale leger. De soldaten leden honger en hadden gebrek aan kleding.
De uitwerking van de Artikelen van de Confederatie leidde tot tegenstellingen tussen de voorstanders van een relatief sterke centrale staat en de aanhangers van grote autonomie van de gefedereerde en soevereine staten. De eerste groep werd aanvankelijk ‘de nationalisten’ genoemd, daarna de ‘federalisten’. De discussies gingen ook over de verdeling van de belastingdruk, het kiesstelsel en de uitbreiding naar het Westen.

## De Confederale periode (1781-1789)
.Vanaf 1781 nam een nieuw Congres zitting ter vervanging van het Tweede Continentale Congres. In de nieuwe Vergadering waren echter nauwelijks leden vervangen. De gebieden waar het Congres bevoegdheden had, waren toen niet erg uitgebreid: post, gewichten en maten, valuta, burgerschap. In 1785 werd een munt ingevoerd, de dollar. Deze verving de Britse ponden, maar vooral de verschillende buitenlandse munteenheden die toen in Noord-Amerika in omloop waren, met name de beroemde zilveren munt van acht realen van het Spaanse rijk. Na de oorlog werd de uitgifte van papiergeld voortgezet.

### Uitbreiding naar het Westen
De gebieden die ten westen van de Appalachen liggen en door het Verdrag van Parijs toebedeeld waren aan de Verenigde Staten, werden de inzet van rivaliteit tussen de Staten. Om een einde te maken aan een onduidelijke situatie die een bedreiging vormde voor de eenheid van de jonge natie stelde Thomas Jefferson In 1784 voor dat die gebieden verdeeld zouden worden in tien districten. Elk district zou een Staat van de Unie worden zodra ze een zeker bevolkingsniveau zouden bereiken. In 1785 werd in het Congres de openbare ruimte te koop aangeboden, verdeeld in gemeentes (townships). De Verordening van het Noordwesten van 1787 organiseerde de gebieden en verbood er slavernij. Het Congres legde de gelijke erfrechten van kinderen vast.

### Militaire en sociale onrust

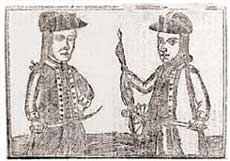
Een gravure uit die tijd met afbeelding Daniel Shays (links).

De periode na het Verdrag van Parijs, werd gekenmerkt door de economische malaise en door een zekere sociale onrust. In 1783 bracht het complot van Newburgh de spanningen in het leger aan het licht en onderstreepte dat institutionele hervormingen dringend nodig waren. In juni 1783 drong een groep muiters van een regiment van Pennsylvania het Congres in Philadelphia binnen en bedreigde bepaalde afgevaardigden, die gedwongen werden te vluchten en zich tijdelijk in Princeton te vestigen.
In 1786-1787 werd de economie door inflatie geteisterd, de onroerendgoedbelastingen verhoogd en devalueerde de munt. Boeren en ambachtslieden van Massachusetts die schulden hadden, vormden een militie onder leiding van Daniel Shays die de rechtbanken bedreigde. Massachusetts vroeg het Congres om hulp. De meeste staten weigerden echter uit individueel egoïsme de nodige middelen te mobiliseren om de opstand te onderdrukken. De opstand van Shays werd uiteindelijk in januari 1787 neergeslagen, maar ze wekte onder de elites een gevoel van angst voor het volk op. De opstand kreeg navolging in Virginia, waar de rechtbanken ook vernield werden en hun archieven verbrand door oproerkraaiers om zo elk bewijs van schulden te laten verdwijnen. James Madison uitte zijn angst voor een "despotisch" bewind onder leiding van een nieuwe ‘Cromwell’. George Washington schreef aan James Monroe dat het oordeel van de Britten over de jonge natie werkelijkheid zou kunnen worden: ‘Laat ze aan hun lot over en hun instellingen zullen instorten. De opstand van Shays diende ook als een katalysator voor federalisten om institutionele hervormingen te eisen.
De Founding Fathers waren zich ervan bewust dat zij te optimistisch geweest waren over de menselijke aard, en dat publieke deugdzaamheid een utopie was. Alexander Hamilton werd gevraagd om na te denken over een nieuw project dat uit zou gaan van meer realistische definitie van de menselijke natuur. Zijn voornaamste gedachte was om over te gaan op een wat pragmatischere manier van denken: ‘Mensen houden van macht […] Geef alle macht aan velen en de minderheid zal onderdrukt worden; geef alle macht aan de minderheid en velen zullen onderdrukt worden’. De problemen waren zo groot dat sommigen dachten dat het nodig was om de monarchie weer in te stellen in Amerika. De Founding Fathers wilden echter na alle offers die waren gebracht geen afstand doen van het vrijheidsideaal dat de Republiek belichaamde. Ze wilden een nieuwe staatsstructuur stichten die ‘een republikeinse oplossing zou moeten bieden voor de meest voorkomende slechte kanten van het republikeinse regime’

### De Grondwet

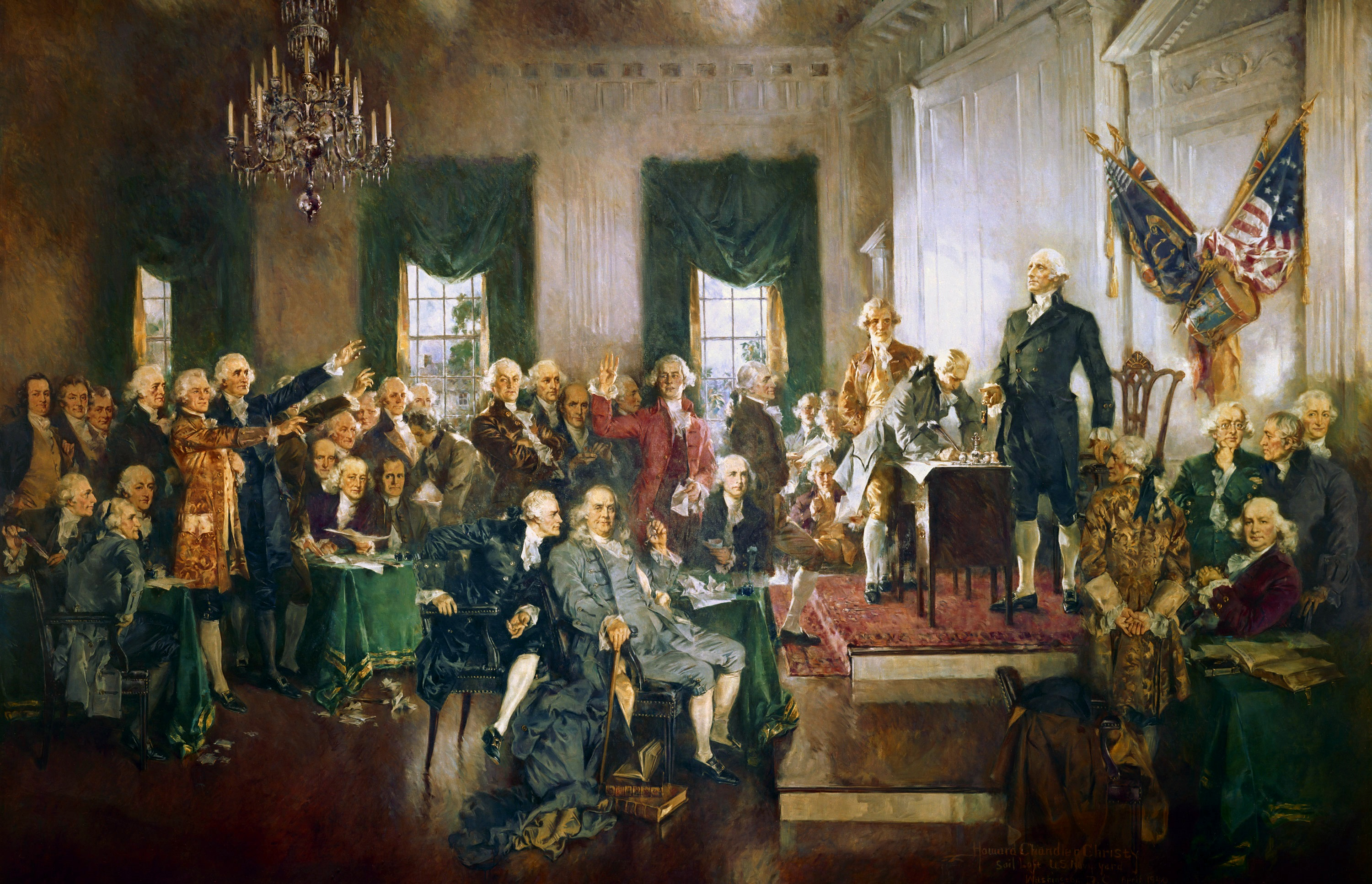
Ondertekenen van de Grondwet van de Verenigde Staten door Howard Chandler Christy

Tijdens de Conventie van Annapolis die op verzoek van Virginia bijeenkwam van 11 tot en met 14 september 1786, werd vastgesteld dat de Artikelen van de Confederatie voor de handel tussen de Staten, een ramp was. Er werd een nieuwe bijeenkomst afgesproken die in 1787 zou plaatsvinden. De Conventie van Philadelphia kwam tussen mei en september 1787 bijeen om de Amerikaanse Grondwet op te stellen. De 55 afgevaardigden bespraken de slavernij, het machtsevenwicht en het politieke gewicht van de federale staten. De ontwerp-grondwet werd op 17 september 1787 aangenomen en door 39 van de 55 vertegenwoordigers ondertekend en op 21 juni 1788 geratificeerd door de vereiste driekwart van de Staten.
De tekst organiseerde de nieuwe instellingen van een republikeinse en federale Staat met gescheiden en evenwichtige machten (checks and balances).Het was de eerste keer in de geschiedenis dat het federalisme in zo’n uitgestrekt land werd toegepast: de federale staten behielden hun politieke, juridische, economische, sociale en fiscale macht terwijl ze de suprematie van de federale wet erkenden. Het unieke hieraan was de combinatie van republiek en democratie, evenals een presidentieel systeem dat tot dan toe nooit denkbaar was geweest. Met de formulering van de preambule ‘Wij het volk’ (We the people) bekrachtigde de grondwet ook de geboorte van een natie.
De anti-federalisten bekritiseerden de tekst van de grondwet, omdat die het principe van unanimiteit van de staten liet varen, hoewel de tekst het resultaat van een compromis was; bovendien weigerden drie vertegenwoordigers de grondwet te ondertekenen tijdens de Conventie van Philidelphia. Op 1 augustus 1788 weigerde North Carolina de grondwet te ratificeren, omdat die niet de Verklaring van Rechten (Bill of Rights) bevatte. Luther Martin, de minister van Justitie van Maryland, vertegenwoordigde zijn staat tijdens de Conventie van Philadelphia en weigerde om de grondwet van 1787 te tekenen, omdat die de slavernij niet expliciet veroordeelde. Rhode Island was in 1790 de laatste staat die moeite had met de ratificatie (na afwijzing bij een stemming in 1788) met 34 afgevaardigden die voor de grondwet waren en 32 die tegen waren.
Het was de bedoeling dat de grondwet in werking zou treden na ratificatie door driekwart van de staten, hetgeen gebeurde in 1788.

## Federale periode (1789-1801)

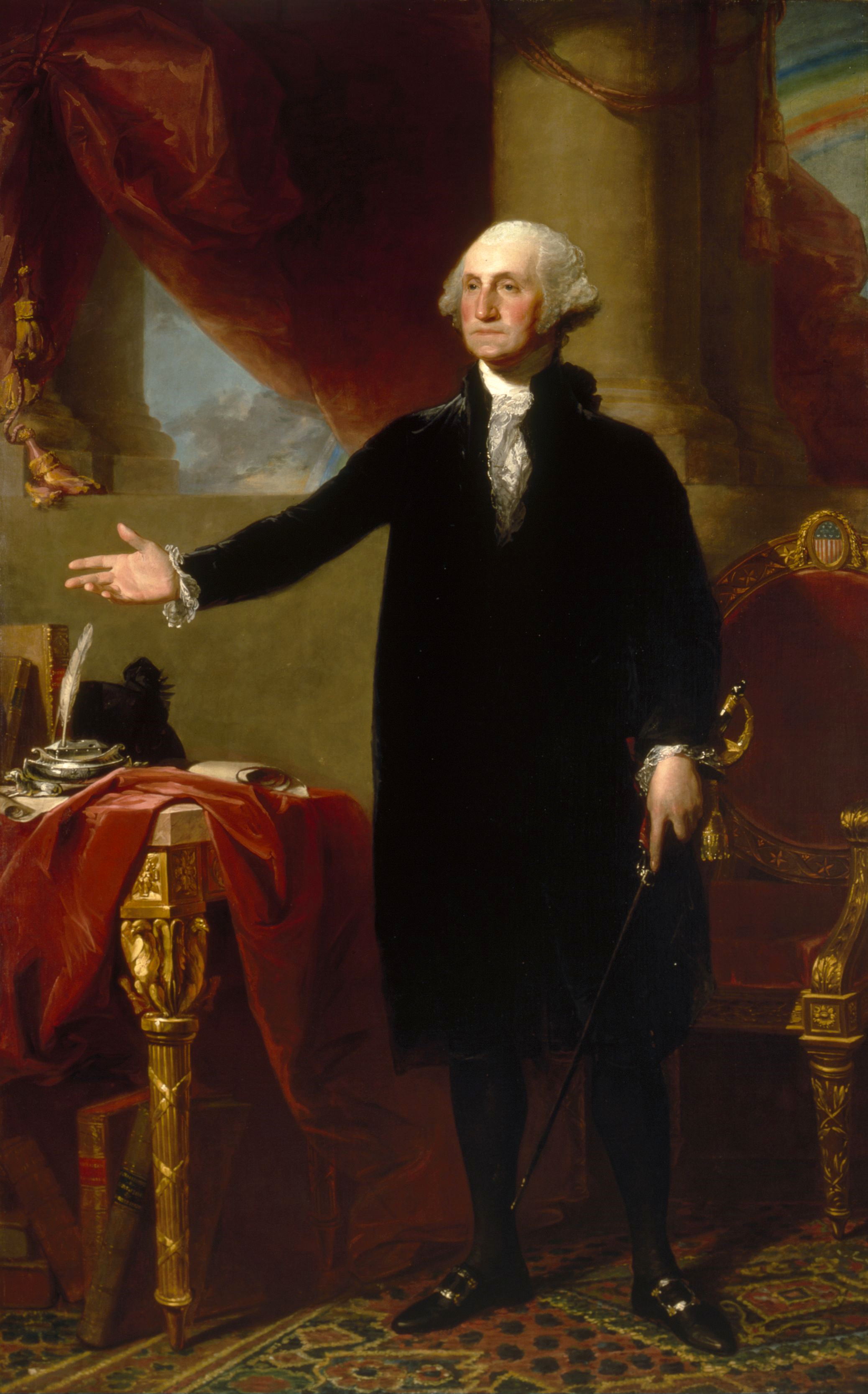
Officieel portret van president George Washington (1796, National Portrait Gallery, Smithsonian Institution)

Het nieuwe Congres werd in januari 1789 gekozen; in april werd George Washington unaniem gekozen tot de eerste President van de Verenigde Staten. Hij vestigde zich in New York, de tijdelijke hoofdstad van het land, waar hij op 30 januari met de hand op de bijbel de eed aflegde. Een nieuwe Verklaring van Rechten (Bill of Rights) werd in september door het Congres toegevoegd aan de grondwet en werd op 15 december 1791 geratificeerd.
De discussies over de rol van de federale staat gingen verder: de federalisten verzamelden zich rond Alexander Hamilton en eisten veel macht voor de Unie; zij waren tegen het egalitarisme. De ‘anti-federalisten’ of ‘republikeinen’ verenigden zich rondom Thomas Jefferson de voorstanders van een beperkte federale regering. De Franse Revolutie benadrukte de verschillen tussen de twee 'partijen': de federalisten verwierpen de radicale ommekeer tijdens de gebeurtenissen van 1793 verwierpen maar de Republikeinen waren enthousiast over de gelijkheid en de Franse democratie. George Washington bleef liever neutraal ten opzichte van Frankrijk en de Franse tegenstander Groot-Brittannië, dat de belangrijkste handelspartner van de Verenigde Staten bleef. Het Verdrag van Jay in 1794 werd beschouwd als verraad tegenover Frankrijk.
In die periode werden de Amerikaanse instellingen sterker: na de Onafhankelijkheidsoorlog werd er in 1791, in een moeilijke tijd van veel schulden, een Bank van de Verenigde Staten opgericht. De valutakoers steeg. De ongelijkheid nam toe doordat land dat in beslag werd genomen vanwege schulden werd doorverkocht aan de meest welgestelden. Een deel van de Loyalisten keerden na de oorlog terug en kreeg hun land terug. Veel boeren waren ontevreden over de belastingen en het gebrek aan democratie dat verband had met het censuskiesrecht (alleen de rijkste bezitters konden stemmen).
Er werden belastingen op alcohol ingevoerd om de inkomsten van de federale Staat te verhogen. Deze verhoging raakte echter de arbeidersklasse en veroorzaakte in 1794 de whiskey-opstand: de federale regering stuurde soldaten onder bevel van Alexander Hamilton naar Pennsylvania om de onlusten de kop in te drukken.

## De hoofdrolspelers van de Amerikaanse revolutie

### De Founding Fathers

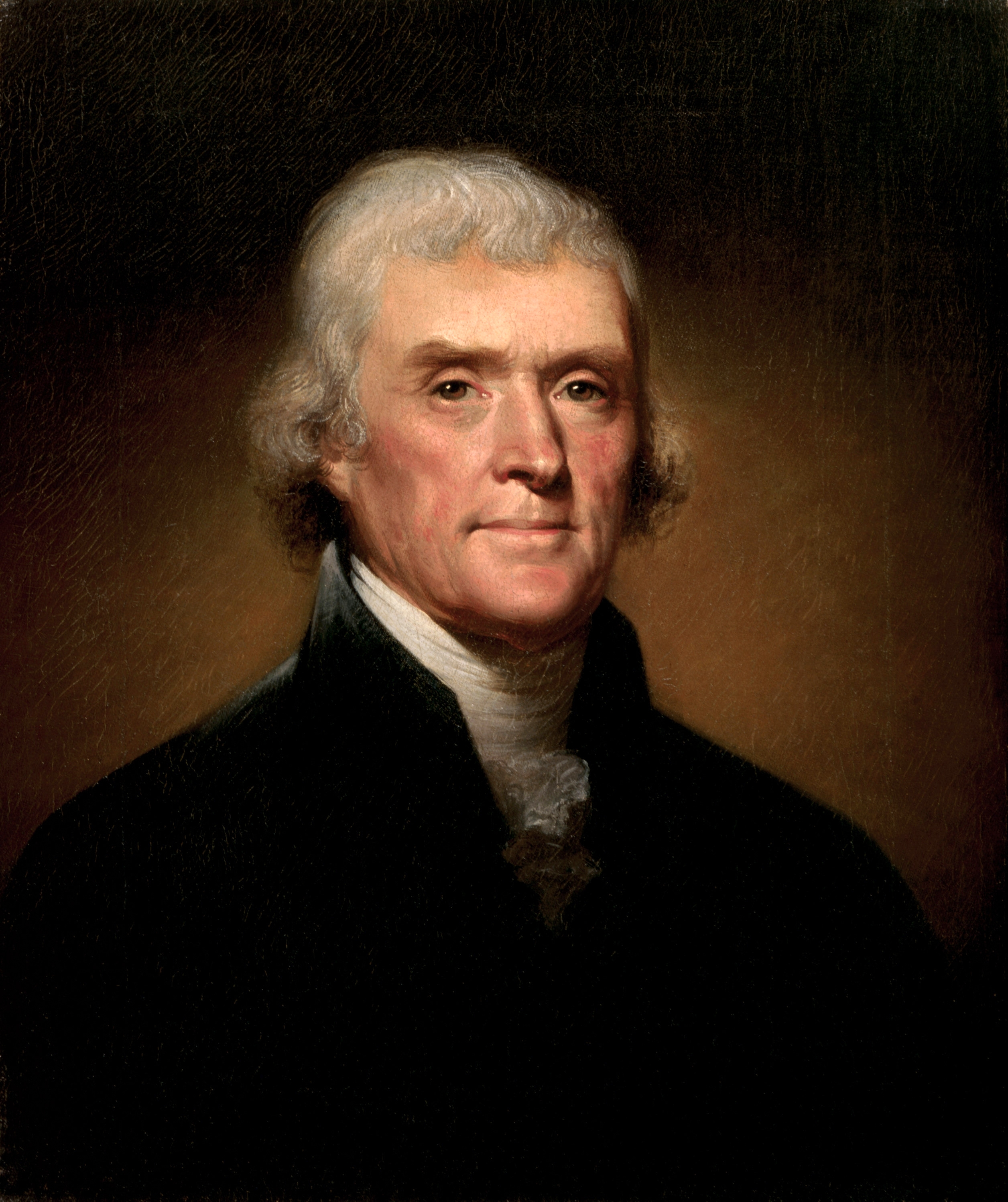
Thomas Jefferson, een van de Founding Fathers van het land

De uitdrukking ‘Founding Fathers’ verwijst naar de ondertekenaars van de Amerikaanse onafhankelijkheidsverklaring en de opstellers van de grondwet die in de Verenigde Staten als helden beschouwd worden. Deze groep van ongeveer zestig mannen hadden veel dingen gemeen: ze waren allen blank en voornamelijk christenen. Zij hadden de filosofen van de Verlichting gelezen, door wie ze geïnspireerd waren. Sommige van hen waren vrijmetselaars. Het waren gecultiveerde en ervaren mannen, veelal juristen of notabelen. Velen hadden als commandant in het continentale leger gediend.
De bekendste onder hen namen politieke functies op zich, eerst in hun eigen staten, daarna op het hoogste niveau: George Washington, John Adams, Thomas Jefferson en James Madison werden de vier eerste presidenten van Amerika. Anderen droegen bij aan de Amerikaanse revolutie door hun talent als spreker (Patrick Henry), hun diplomatieke werkzaamheden (Benjamin Franklin, John Jay) of hun talent als schrijver (Thomas Paine, John Dickinson).

### Loyalisten en attentisten
De inwoners van de Dertien Koloniën waren niet allemaal opstandelingen: van 1760 tot 1770 namen veel koloniën een afwachtende houding aan, terwijl anderen duidelijk loyalisten, ofwel tegen de Amerikaanse revolutie waren. Volgens historicus Walter Stewart vertegenwoordigden de loyalisten 19% van de bevolking. Volgens andere deskundigen waren ongeveer 30% van de Amerikaanse kolonisten loyalisten, ofwel 900.000 mensen. Volgens Bernard Vincent was 40% van de bevolking patriot en 20% waren loyalisten. In New York, Philadelphia en in Noord- en Zuid-Carolina waren er relatief veel loyalisten: zij waren vaak voormalige Britse soldaten, Anglicaanse geestelijken en handelaren. Tijdens de Onafhankelijkheidsoorlog vluchtten 30.000 tot 40.000 loyalisten naar Canada en hun bezittingen werden in beslag genomen.
Tijdens het Eerste Continentaal Congres (1774) probeerde Joseph Galloway de koloniën te verzoenen met het moederland (Galloway’s Plan of Union). Andere conservatieve afgevaardigden en loyalisten volgden hem. In het midden bevonden zich de gematigde afgevaardigden, zoals handelaren, en de burgerij die positief stond tegenover het behoud van handelsbetrekkingen met Groot-Brittannië.

### Vrouwen

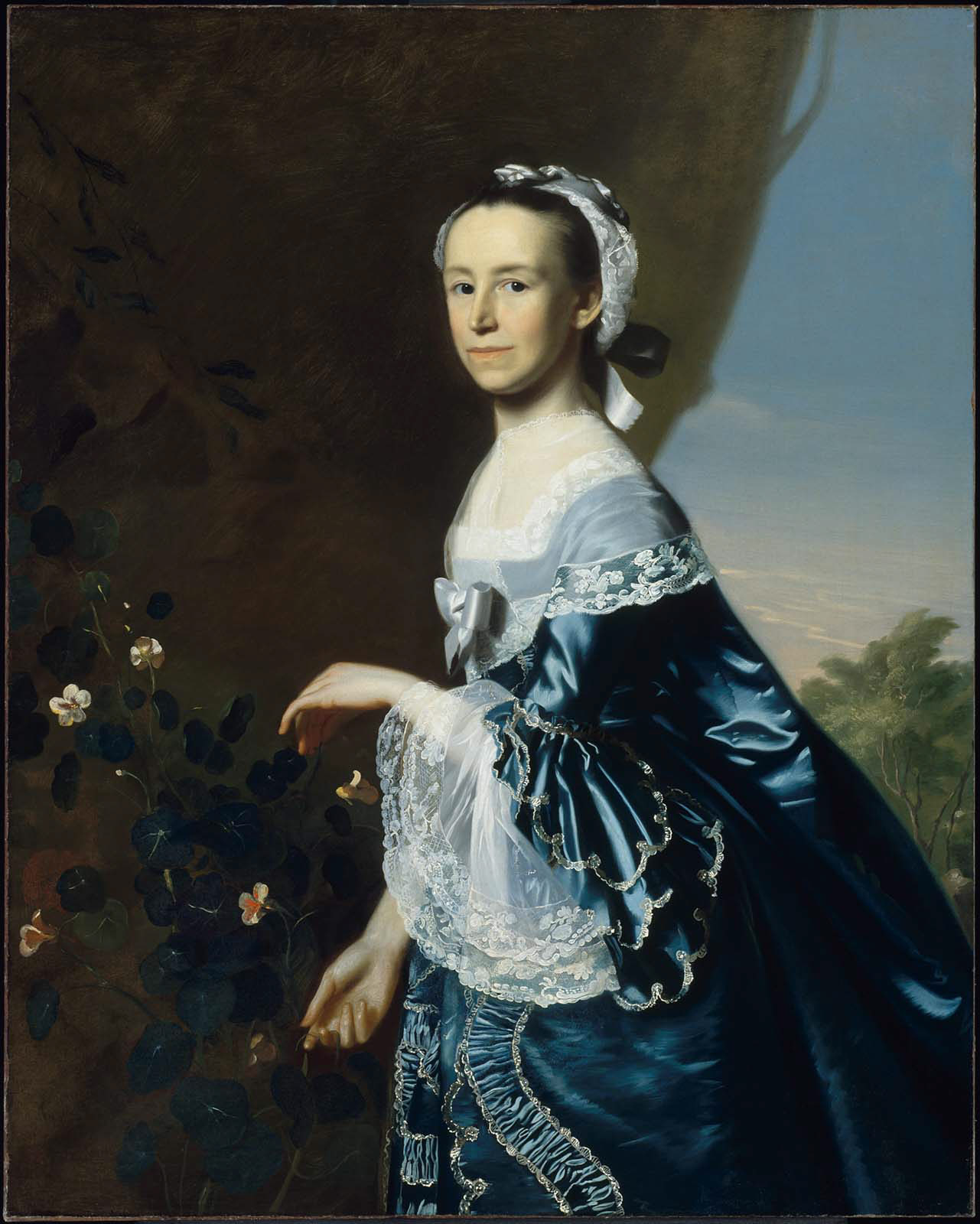
Mercy Otis Warren door John Singleton Copley

Vrouwen namen in verschillende mate en op verschillende manieren deel aan de Amerikaanse revolutie : in de jaren 1770 boycotten de vrouwen de Britse goederen en maakten ze hun eigen kleren, zodat die niet geïmporteerd hoefden te worden. Zij organiseerden protesten (Edenton Tea Party in 1774) en deden mee aan de rellen die de stad Boston op haar grondvesten deden schudden. Gedurende het conflict maakten ze dekens en uniformen voor het leger. Bepaalde organisaties, zoals de Ladies’ Association van Philadelphia zamelden geld in om het leger te helpen. Anderen volgden het continentale leger en hielpen de soldaten door kleding te wassen, te koken, de gewonden te verzorgen en soms door te vechten of de vijand te bespioneren.
Sommige vrouwen, zoals Deborah Sampson vermomden zich als man om in het leger te gaan. Anderen speelden een belangrijke rol door berichten aan de troepen over te brengen. De officiersvrouwen, zoals Martha Washington, bezochten vaak de troepen. De vrouwen waren echter ook slachtoffer van de oorlog doordat ze geconfronteerd werden met het geweld. Zij leefden met de dreiging om verkracht te worden door soldaten en moesten in bepaalde gevallen alleen hun huis verdedigen.
De vrouwelijke loyalisten moesten meestal hun man naar Canada of naar Brits West-Indië volgen. Anderen kozen voor het verzet door te weigeren om een eed van trouw aan de nieuwe regering af te leggen of door hun echtgenoten of hun spaargeld te verstoppen. De politieke rol van vrouwen was tijdens de Amerikaanse revolutie beperkt; echter Abigail Adams en ook Mercy Otis Warren hadden enigszins invloed. Na de revolutie werden de vrouwen ingezet om hun kinderen de republikeinse waarden bij te brengen zodat ze goede burgers zouden worden.

### Afro-Amerikanen
De Afro-Amerikanen deden op verschillende niveaus mee aan de Amerikaanse revolutie.
Veel Afro-Amerikanen namen deel aan veldslagen en vochten aan de kant van de Britten. In april 1775 schonk Lord Dunmore, gouverneur van Virginia de vrijheid aan Afro-Amerikanen die tegen de patriotten zouden vechten en hun plantagemeesters zouden verlaten. Er werd zelfs een ‘Ethiopisch regiment’ opgericht (Ethiopian Regiment) met ongeveer 500 voormalige slaven. In juni 1776 deed de Britse generaal Henry Clinton hetzelfde aanbod in Philipsburg. In 1779 hadden ongeveer 10.000 Afro-Amerikanen zich aangesloten bij het Britse leger. Duizenden van deze Afro-Amerikaanse loyalisten werden vastgelegd in het ‘Book of Negroes’, geëvacueerd naar Nova Scotia of Londen en daarna gevestigd in Freetown in Sierra Leone.
Vijfduizend Afro-Amerikanen vochten aan de kant van de rebellen en velen van hen werden vrijgelaten. Bevelhebber George Washington had echter eerst hun aanwezigheid in het continentale leger verboden; na het besluit van Lord Dunmore om slaven van Loyalisten te bevrijden, kwam Washington terug op zijn standpunt en keurde het goed om vrije Afro-Amerikanen te rekruteren en vervolgens slaven. Georgia verloor zo in die periode een derde van de slaven.
Tot slot profiteerden ook veel slaven van het oorlogstumult door te ontsnappen.
De Afro-Amerikanen kregen relatieve vrijheid in het midden van het land (Philadelphia) en in New England, waar ze een zeer klein deel van de bevolking uitmaakten. De slavernij werd in Vermont afgeschaft in 1777, in 1780 in Pennsylvania, in 1783 in Massachusetts. In de Amerikaanse Onafhankelijkheidsverklaring werd de slavernij echter niet afgeschaft en de Constitutie legde de gelijkheid van burgers niet vast om de zuidelijke staten tevreden te houden.
De Amerikaanse revolutie had ingrijpende gevolgen voor de Afro-Amerikanen: duizenden van hen trokken naar het noorden om van de vrijheid te profiteren, of ze trokken naar het westen om in de landbouw te gaan werken. Veel loyalisten vluchtten bovendien met hun slaven naar Canada of naar Brits West-Indië.

### Inheemse Amerikanen
De inheemse Amerikanen namen net als de Afro-Amerikanen deel aan de oorlog, ofwel in het Britse kamp of in het kamp van de opstandelingen. Zo ondertekenden de Lenape in 1778 een verdrag met de Amerikanen die hen in ruil daarvoor een autonoom gebied beloofden. De Catawba natie koos de kant van de Amerikanen en voorzag hen van voedsel. De andere stammen kozen de kant van de Britten uit angst voor verdere kolonisatie en zij vielen de Amerikaanse troepen lastig. De afgevaardigden van de zes Irokezen naties wilden eerst neutraal blijven, maar steunden uiteindelijk de Britten. Zij kondigden hun eigen onafhankelijkheidsverklaring af.
Aan het einde van de revolutie was de situatie van de inheemse Amerikanen niet verbeterd: veel dorpen werden vernietigd en de oogsten werden vernield. Het Verdrag van Parijs (1783) negeerde hun aanwezigheid en maakte de Amerikaanse kolonisatie ten westen van de Appalachen mogelijk. De Amerikaanse Constitutie sloot hen uit van het burgerschap. De Amerikaanse uitbreiding naar het westen veroorzaakte conflicten met de inheemse Amerikanen, waarvan sommige volkeren zich hergroepeerden in confederaties.

## Na de revolutie

### Balans van de revolutie en van de oorlog
Het is moeilijk de menselijke tol van deze periode precies vast te stellen. Volgens Jack P. Greene vielen er 25.000 doden tijdens de Amerikaanse revolutie, voornamelijk door de oorlog, maar ook door de gewelddadigheden tussen patriotten en loyalisten.
De oorlog veroorzaakte veel schade in de havens en plantages.
De breuk met Groot-Brittannië leidde tot een verlies van afzetmarkten voor de Amerikaanse export. De economie van de jonge natie had toen een aanzienlijk tekort op de handelsbalans. De Amerikaanse productie stortte in en kwam pas in 1790 terug op het niveau van voor de oorlog. De jonge Verenigde Staten hadden dus veel schuld door de oorlog.
Door de revolutie en de Onafhankelijkheidsoorlog werd een nieuwe staat gevormd met veel stabiele republikeinse instellingen, vastgelegd door de eerste geschreven grondwet in de geschiedenis. Deze instellingen legden de basis van de Amerikaanse politiek met de oprichting van het tweepartijenstelsel, defensie en de economie (dollar).
Desondanks werden aan het einde van de 18e eeuw verschillende punten niet opgelost: de evolutie van de grenzen, het lot van de inheemse Amerikanen, de positie van de federale staat, het behoud van slavernij in het Zuiden begonnen hun stempel te drukken op de ontwikkeling van het land in de 19e eeuw.
Uit het conflict met Groot-Brittannië ontstond een natie verenigd door gemeenschappelijke idealen (vrijheid, democratie), dezelfde taal (Engels), symbolen (zeearend, sterrenschild, motto) en mythes (Founding Fathers).
Op sociaal gebied zorgde de revolutie voor de bevordering van meer individuele vrijheden (vooral religieuze) en gelijkheid (afschaffing van het eerstgeboorterecht en fideï-commissaire substitutie, bevrijding van de slaven in het Noorden), ook al is die niet voltooid.

### De Amerikaanse revolutie: een model?

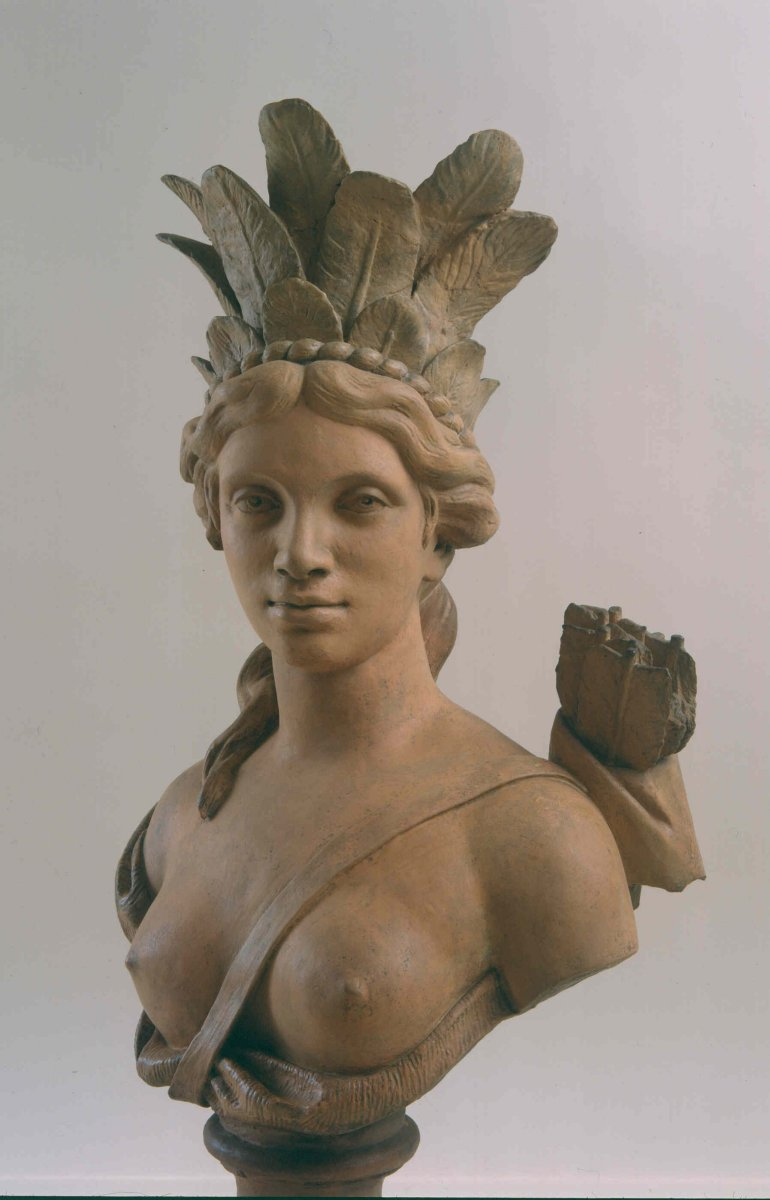
Allegorie van ‘La Jeune Amérique” (Jong Amerika), terracotta buste, aan het eind van de 18e eeuw, uit het hotel van Joseph Fenwick (1762-1849) in Bordeaux. In het gebouw was de eerste Amerikaanse consulaire vertegenwoordiging ter wereld gevestigd.

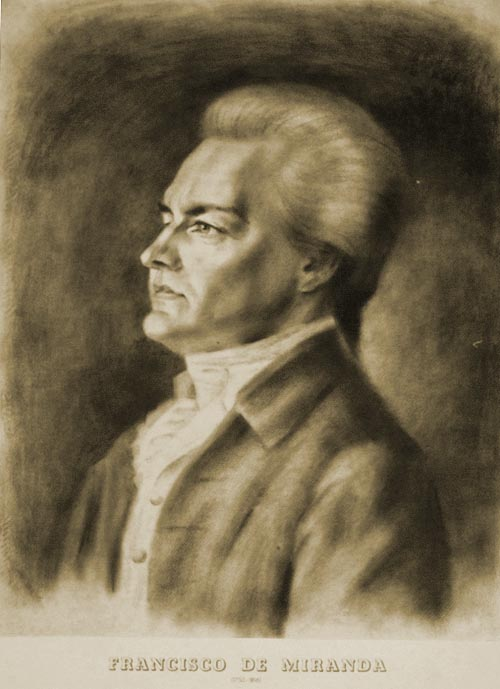
Francisco de Miranda

De Amerikaanse revolutie heeft andere landen beïnvloed en maakte deel uit van de Atlantische revoluties aan het eind van de 18e eeuw en begin van de 19e eeuw. De Europese kranten volgden aandachtig wat er zich afspeelde aan de overkant van de Atlantische Oceaan en bekritiseerden het lot dat de inheemse Amerikanen en de zwarte slaven beschoren was. De Amerikaanse Onafhankelijkheidsverklaring was in heel Europa vertaald en diende als bron van inspiratie voor veel juristen en intellectuelen. De aankondiging van de Amerikaanse Revolutie werd niet overal op dezelfde manier ontvangen in verschillende sociale groepen en landen.
In Groot-Brittannië steunden de Whigs de verworvenheden van de revolutie, terwijl de geestelijken en conservatieven ze veroordeelden. In de jaren 1790 riepen de radicalen zelfs op tot de oprichting van een republiek.

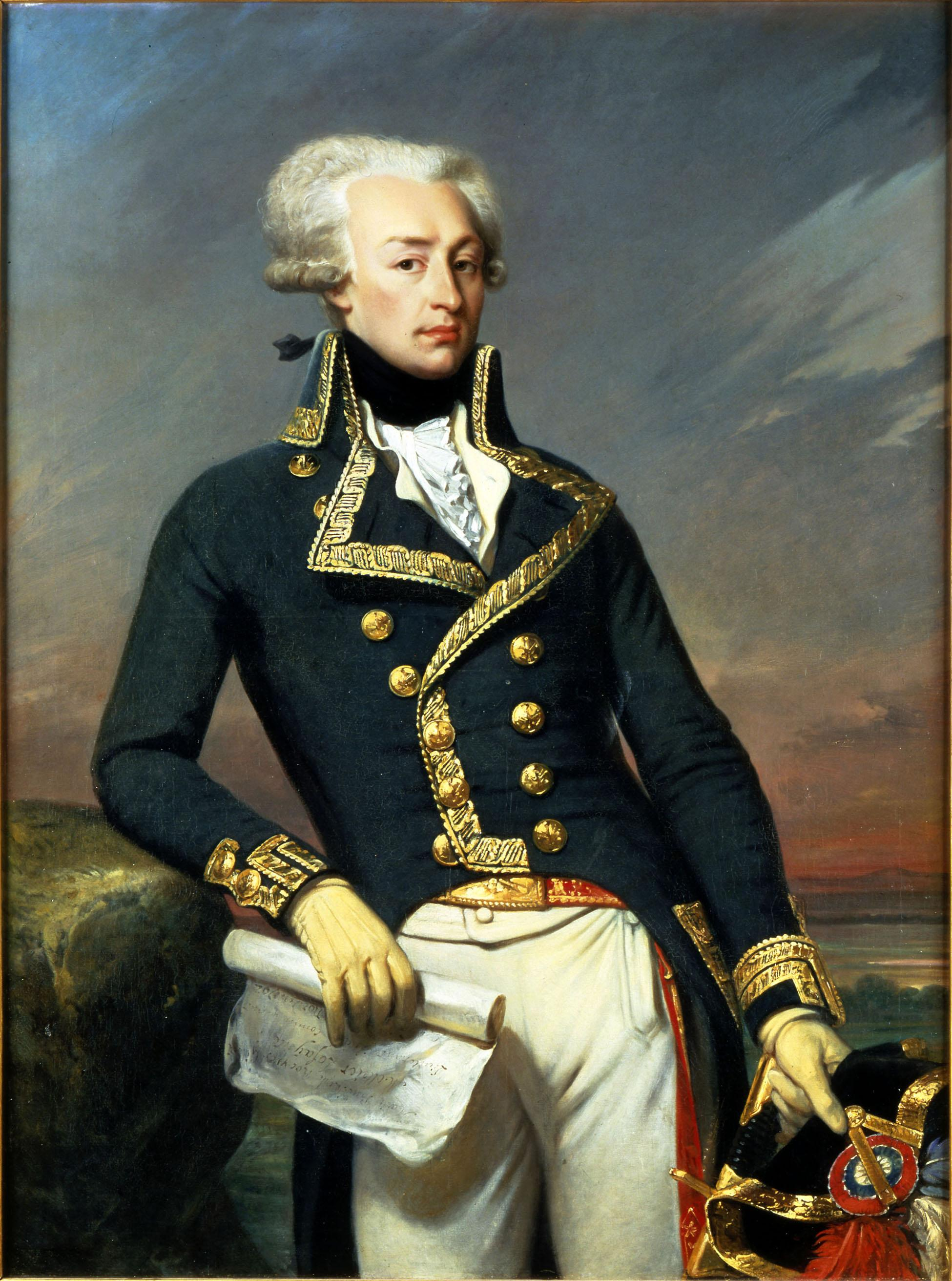
Markies de Lafayette

Aan het eind van de 18e eeuw beriepen Europese revolutionairen en patriotten zich op het Amerikaanse model: dit was het geval in Genève in 1781-1782. Na 1790 steunde de bevolking in Ierland de koloniale opstand van de Amerikanen; de grootgrondbezitters van het eiland daarentegen stonden vijandig tegenover de opstand. In de Republiek der Zeven Verenigde Nederlanden bewonderde Joan Derk van der Capellen, een van de grondleggers van de Bataafse revolutie, het Amerikaanse voorbeeld. Sympathie voor de Amerikaanse zaak leidde in 1780 tot het begin van de oorlog tegen Groot-Brittannië en de erkenning van de Verenigde Staten in 1782. Sommige activisten wilden de Oostenrijkse Nederlanden omdopen in ‘de Verenigde Staten van België’. In het Heilige Roomse Rijk was een deel van de bevolking bezorgd om de Amerikaanse revolutie vanwege de aanwezigheid van Duitse emigranten in Noord-Amerika en de Hessische troepen; de meerderheid van de notabelen, Lutheranen en schrijvers stonden vijandig tegenover de opstand van de kolonisten. Tadeusz Kościuszko (1746-1817) leidde het verzet van de Polen tegen de Russische bezetting, nadat hij deelgenomen had aan de Amerikaanse Onafhankelijkheidsoorlog aan de zijde van George Washington.
De Franse generaals die deelgenomen hadden aan de Onafhankelijkheidsoorlog, waaronder in de eerste plaats La Fayette, brachten ook ideeën mee die invloed hadden op de Franse Revolutie. Verschillende afgevaardigden van de Constituerende Vergadering van 1789 hadden deelgenomen aan de Amerikaanse revolutie of hadden er veel bewondering voor (La Fayette, Condorcet). De Verklaring van Rechten inspireerde een deel van de Verklaring van de Rechten van Mens en Burger van augustus 1789. La Fayette stelde vanaf november 1788 een concept op van de Verklaring van de Rechten op, waarvoor hij advies inwon bij Thomas Jefferson, die toen gestationeerd was in Parijs.
De Fransen weken echter ook op verschillende punten af van het Amerikaanse model: beide landen stelden in dezelfde periode Verklaringen van Rechten op, maar geografisch, sociaal en politiek gezien in zeer verschillende omstandigheden. De Franse Verklaring was universeel bedoeld en ging verder in het gelijkheidsbeginsel, terwijl de Amerikaanse afgevaardigden hierin gehinderd werden door het probleem van de slavernij. De Franse Verklaring was minder radicaal wat godsdienstvrijheid betreft en liet het recht op nastreven van geluk weg, dat door Jefferson in de Onafhankelijkheidsverklaring van 1776 was vastgelegd. In revolutionair Frankrijk koos de grondwet van 1791 niet voor een tweekamerstelsel of voor het federalisme. Uiteindelijk werd de Amerikaanse invloed in Europa minder door de revolutionaire oorlogen en vervangen door die van Frankrijk, in geografisch opzicht veel dichterbij.
De Amerikaanse revolutie had ook een grote weerklank in Brits West-Indië, waar de republikeinse geest zich verspreidde zonder in feite de slavenmaatschappij ter discussie te stellen. Francisco de Miranda (1750-1816) versloeg de Britten in de Dertien koloniën alvorens de Venezolanen tegen Spanje op te zetten in 1806 en 1810. In dezelfde periode deden andere onafhankelijkheidsleiders van Zuid-Amerika revolutionaire ervaring op in de Verenigde Staten. De creoolse elite had toegang tot Amerikaanse geschriften, zoals Common Sense van Thomas Paine. In verschillende grondwetten van Zuid-Amerikaanse landen is de grondwet van de Verenigde Staten overgenomen. In Zuid-Afrika was de Amerikaanse revolutie inspiratiebron voor de opstand van de ‘Kaapse Patriotten’ tegen het koloniale bestuur. In de 20e eeuw werden de teksten en waarden van de revolutie overgenomen door burgerrechtenactivisten en onafhankelijkheidsstrijders in de koloniën: zo verwijst het manifest van Hò Chi Minh, dat op 1 oktober 1945 in Hanoi in De Republiek werd gepubliceerd om de Vietnamese onafhankelijkheid te rechtvaardigen naar de Verklaring die Jefferson in 1776 heeft opgesteld.

### Geschiedschrijving
In de laatste twee eeuwen doorliep de geschiedschrijving van de Amerikaanse revolutie verschillende fases, als gevolg van veranderingen in de Amerikaanse politieke context en de algemene vernieuwing van de methodes en benaderingen in de geschiedwetenschap. Amerikaanse historici van het begin van de 19e eeuw verheerlijkten de Founding Fathers van de Verenigde Staten als helden van de revolutie. Deze filiopiëtistische of nationalistische stroming wordt door George Bancroft vertegenwoordigd die het beeld van een uitzonderlijke Amerikaanse revolutie ontwikkelde en de Amerikaanse bevolking gelijkstelde met een nieuw ‘uitverkoren volk’. Aan het eind van de 19e en in het begin van de 20e eeuw volgde de geschiedschrijving het sociaal reformisme op de voet. Historici als Frederick Jackson Turner, Carl Lotus Becker en John Franklin Jameson analyseerden de revolutie in het licht van klassenstrijd. Voor Charles Austin Beard hadden de Founding Fathers de revolutie verraden en de economische belangen van de grondbezitters verdedigd, een stelling die in de jaren zestig door historici van ‘Nieuw Links’ werd overgenomen.
Tijdens de Koude Oorlog beweerden de exceptionalistische Franse historici dat de Amerikaanse Revolutie niet perfect was, omdat ze niet sociaal was. De Amerikaanse exceptionalisten van hun kant benadrukten dat de Franse Revolutie van 1789 op een definitieve mislukking was uitgelopen en wezen op het feit dat de Amerikaanse opstand eerder had plaatsgevonden. De ‘revisionistische’ historici zoals Daniel J. Boorstin, Edmund S. Morgan of Bernard Bailyn domineerden in de jaren vijftig en zestig. De geschiedschrijving werd vaak ‘gekleurd’ door ideologie en propaganda en benadrukte de noodzaak van een interne consensus tegenover de dreiging van de Sovjet-Unie: de algemene waarden van de Amerikanen zouden uit de revolutionaire periode voortgekomen zijn, met name het liberalisme.
In de jaren zeventig vernieuwde de geschiedschrijving van de Amerikaanse revolutie zich dankzij studies van Alfred Young en Staughton Lynd. De geschiedschrijving richtte zich toen op de sociale geschiedenis en ideeën, en niet alleen afzonderlijke gebeurtenissen. Talrijke monografieën belichtten de rol van de Afro-Amerikanen, vrouwen en het gewone volk. Voor sommigen was de Amerikaanse Revolutie het resultaat van sociale ongelijkheden in de Dertien Koloniën, en de actieve rol van de arbeidersklasse en etnische minderheden.
De problematiek van de Atlantische revolutie ontwikkelde zich vanaf de jaren vijftig (Robert Roswell Palmer, Jacques Godechot) met de oprichting van de NATO: onderzoekers beschouwden de Atlantische oceaan al als een gebied van culturele (Verlichting), economische (driehoekshandel), politieke (republieken) uitwisselingen. Deze vergelijkende aanpak wordt nu in twijfel getrokken of in ieder geval ter discussie gesteld. Door de publicatie van verschillende biografieën zijn historici en het grote publiek de laatste jaren teruggekeerd bij de studie van de grote figuren van de Amerikaanse revolutie.

### De revolutie in de Amerikaanse cultuur

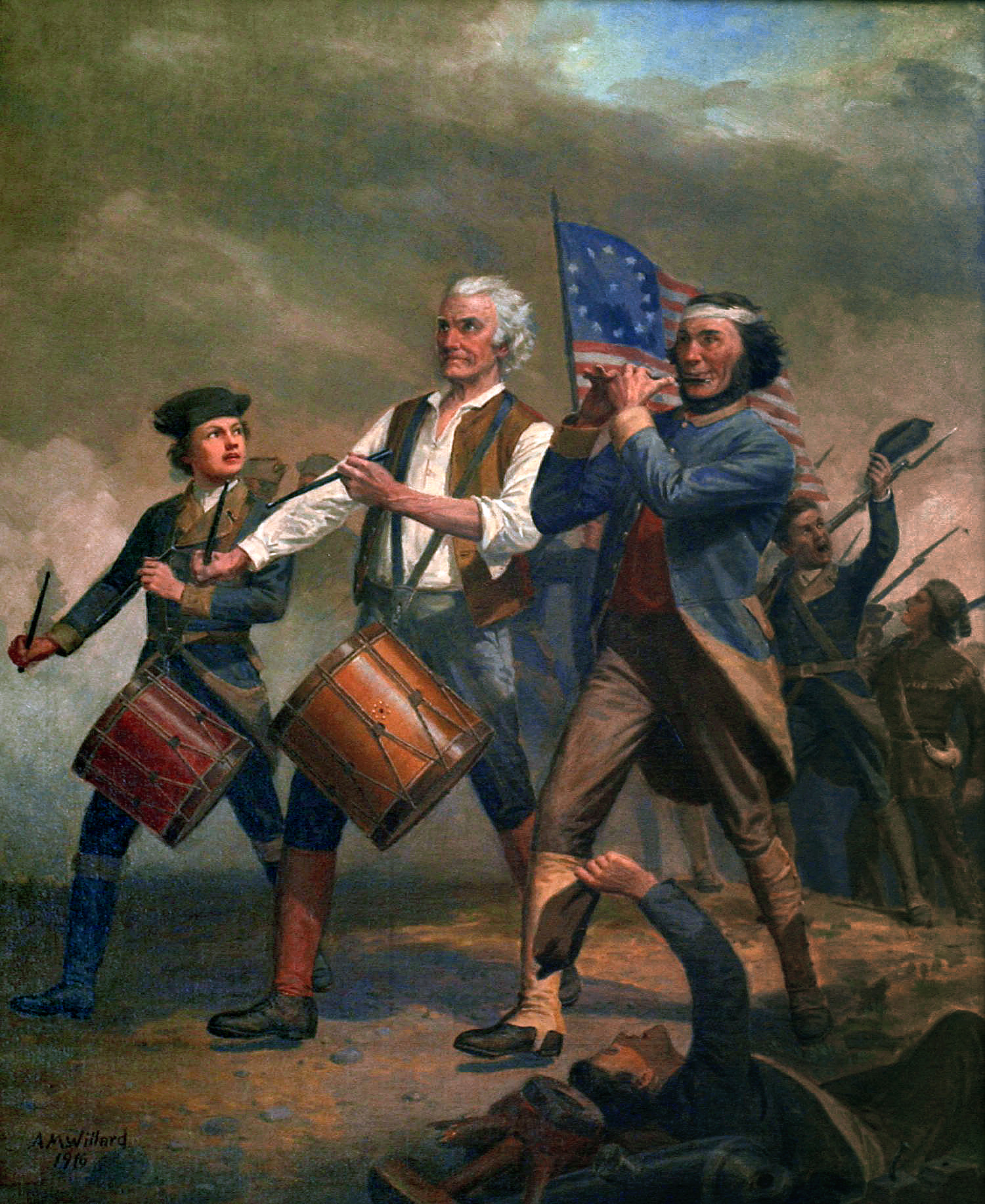
Archibald Willard De Geest van '76, 1876

De Amerikaanse revolutie is een bron van inspiratie geweest voor talrijke schilderijen vanaf het eind van de 18e eeuw. Kunstenaars zoals John Trumbull (1775-1843) en ook Ezra Winter hebben gebeurtenissen uit de Onafhankelijkheidsoorlog weergegeven. De Founding Fathers vormden een andere inspiratiebron van deze tijd. Charles Willson Peale (1841-1827) was de meest productieve met zijn portretten van Alexander Hamilton, John Adams, John Dickinson, George Washington en generaals van de oorlog. James Peale (1749-1831), James Sharples (1752-1811) en Gilbert Stuart (1755-1828) zijn de andere portretschilders van de Amerikaanse Revolutie. Die revolutie bleef in de 19e eeuw kunstenaars als Emanuel Leutze (1816-1868) inspireren. Archibald Willard schilderde in 1876 De geest van '76.
De revolutie heeft echter ook de kunst veranderd: de politieke onafhankelijkheid ging vooraf aan de artistieke autonomie van de Amerikanen die zich probeerden te bevrijden van de Europese manieren en die een uitgesproken Amerikaanse stijl probeerden te creëren. De waarden van de revolutie hebben tevens de architectuur beïnvloed: Thomas Jefferson wilde gebouwen ontwerpen die een weergave waren van zijn republikeinse en democratische ideeën. Hij leverde een bijdrage aan de ontwikkeling van de federale stijl in zijn land en aan de aanpassing van de Europese Neoclassicistische architectuur naar het republicanisme. Door het ontstaan van de Verenigde Staten waren gebouwen nodig voor de huisvesting van de nieuwe instellingen.
Vanaf het begin van de filmindustrie was de Onafhankelijkheidsoorlog het onderwerp van verschillende films: 1776, or The Hessian Renegades geregisseerd door D. W. Griffith in 1909, Scouting for Washington uit 1917 en ook The Spirit of '76 toen de Verenigde Staten mee gingen doen in de Eerste Wereldoorlog. Het plot van de film Drums along de Mohawks (1969) van John Ford speelt zich af in 1776. In Revolution uitgebracht in 1985 en geregisseerd door Hugh Hudson, vertolkt Al Pacino de rol van een pelsjager tijdens de Onafhankelijkheidsoorlog. The Patriot is een andere film over deze periode, geregisseerd door Roland Emmerich en uitgebracht in 2000. The Swamp Fox is een Amerikaanse televisieserie die tussen 1959 en 1961 op tv-station ABC werd uitgezonden en daarna in Frankrijk.
Ten slotte heeft de Amerikaanse literatuur grote belangstelling voor de Revolutie en de Onafhankelijkheidsoorlog: Paul Revere and the World He Lived In van Esther Forbes werd in 1943 bekroond met de Pulitzerprijs voor geschiedenis; Johnny Tremain, een kinderroman, won in 1944 de Newbery Medal. Meer recentelijk hebben John Jakes en Jeff Shaara verschillende romans gewijd aan de Amerikaanse Revolutie.

### Gedenk- en herdenkingsplaatsen

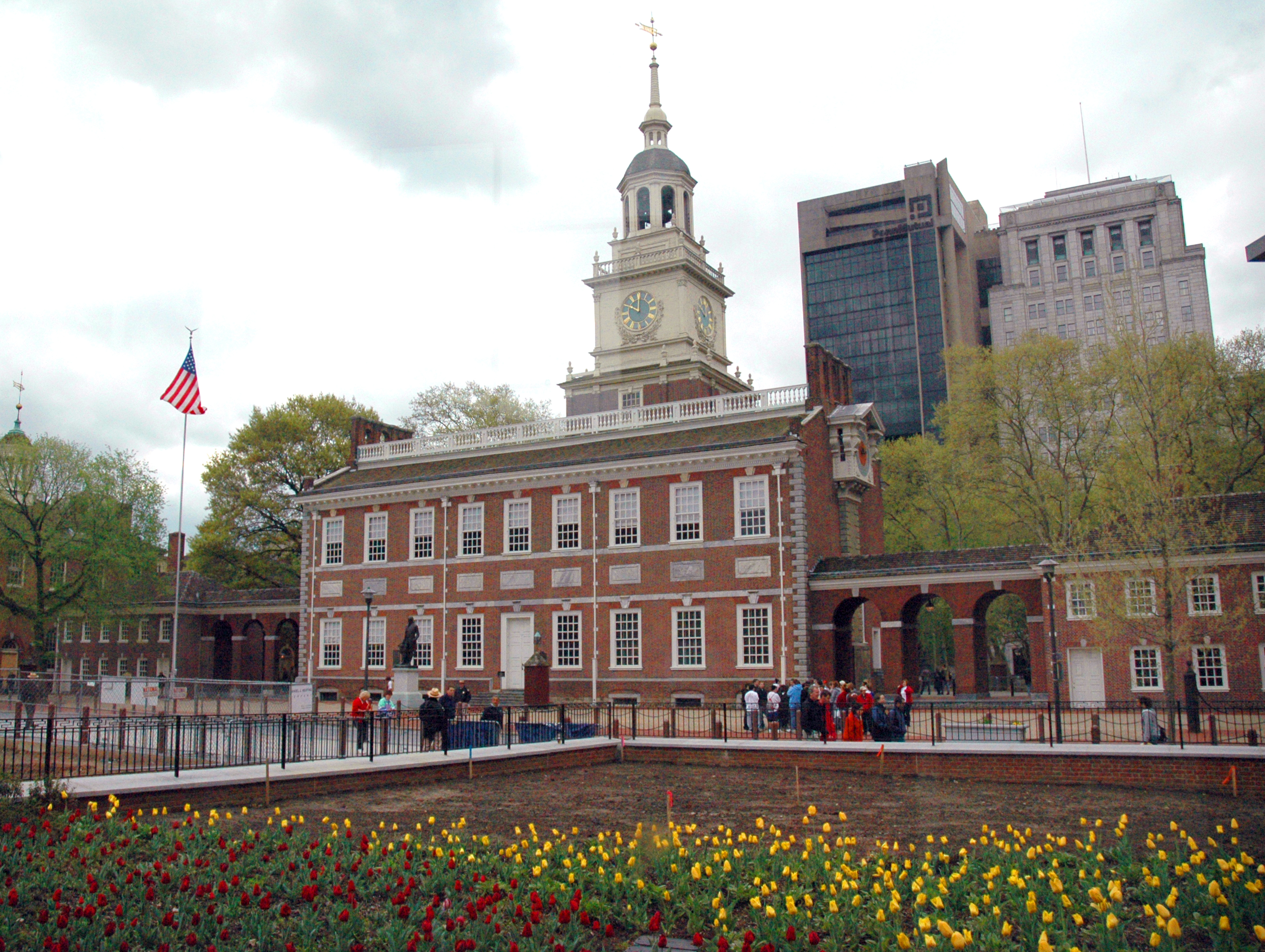
Independence Hall in Philadelphia

Boston, Philadelphia en New York zijn de drie belangrijkste herdenkingsplaatsen van de Amerikaanse revolutie. Boston wordt in feite gezien als de bakermat van de revolutie: door het Boston National Historical Park en de Freedom Trail is het mogelijk om de belangrijkste monumenten en hoogtepunten van de stad te ontdekken, waaronder die van het bloedbad van Boston of de Slag om Bunker Hill.
Philadelphia was samen met Boston en New York een van de dichtstbevolkte steden tijdens de revolutie. Als plek van oorsprong van de Amerikaanse Verlichting en geboorteplaats van de democratische republiek, telt deze stad in Pennsylvania veel gebouwen uit het einde van de 18e eeuw, die deel uitmaken van het Nationaal Historisch Park van Onafhankelijkheid. Independence Hall, dat op de lijst van UNESCO werelderfgoed staat, werd gebruikt als kader voor de ondertekening van de Onafhankelijkheidsverklaring en van de Constitutie.

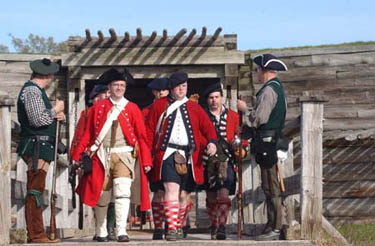
Re-enactment bij Fort Stanwix

New York werd door de Britten bezet en was een tijdje de hoofdstad van de Verenigde Staten. Het Federal Hall National Memorial was een van de locaties van de jonge Amerikaanse democratie en Fort Washington werd door de Britten in 1776 ingenomen. Het Vrijheidsbeeld viert ook de Amerikaanse revolutie: Op de plaquette in haar hand staat de datum 4 juli 1776 gegraveerd.
Het is goed te weten dat Washington D.C. pas gebouwd werd na de revolutie: de stad brengt met haar monumenten een eerbetoon aan de Founding Fathers (noot 1). In het Capitool kan men de belangrijkste schilderijen van John Trumbull zien: de Onafhankelijkheidsverklaring, De Overgave van John Burgoyne, De Overgave van Lord Cornwallis en Generaal George Washington die afstand doet van zijn ambt.
Veel andere monumenten en herdenkingsplaatsen zijn in de dertien eerste staten van de Verenigde Staten te vinden: veel forten (Fort Stanwix) en slagvelden (Saratoga, Yorktown, etc.), waar regelmatig veldslagen worden nagespeeld, herinneren aan de Onafhankelijkheidsoorlog. Er bestaan veel gedenktekens en musea die aan deze periode van de Amerikaanse geschiedenis gewijd zijn. Tot slot houden bepaalde verenigingen de herinnering aan de gebeurtenissen en hun politieke betekenis in stand: dit is onder meer het geval met de Zonen van de Amerikaanse Revolutie en de Dochters van de Amerikaanse Revolutie.

## Externe bronnen
- (en)  The Avalon Project voor historische bronnen en documenten
- (en)  American Revolution: gedetailleerd verslag van de gebeurtenissen, chronologische indeling per thema:
  - chronologie
  - biografieën
  - beeldmateriaal
  - teksten
  - literatuur en video's[dode link].
- (en)  Website van National Park Service: chronologie, gebeurtenissen, personen
- (en)  Website Library of Congress van de Verenigde Staten over de Amerikaanse revolutie A Guide to the American Revolution, 1763-1783, 2006.
- (en)  Early America.
- (en)  US history is een website van Independence Hall Association, gevestigd in Philadelphia.